# Guerra del Chaco
La Guerra del Chaco es va lliurar des de 1932 fins a 1935 entre Bolívia i el Paraguai pel control del Chaco Boreal. L'aridesa i escassa població va fer que mai no es definissin, des de l'època colonial, els seus límits quant a la dependència politicoadministrativa. En l'època independent un altre dels motius va ser el valor estratègic que tenia per a Bolívia el riu Paraguai, que el limita a l'orient. Portar les seves fronteres a aquest riu li permetria l'accés a l'oceà Atlàntic, ja que havia perdut la sortida a l'oceà Pacífic en la Guerra del Pacífic de 1879. Una altra de les causes era la presumpta existència de jaciments de petroli al subsòl segons la Standard Oil, que ja n'explotava a Bolívia.
La guerra del Chaco va ser la més important que es va lliurar a Amèrica del Sud durant el segle xx. Durant tres anys, Bolívia amb 210.000 soldats i el Paraguai amb 150.000, es van enfrontar en combats en els quals hi va haver gran quantitat de baixes (60.000 bolivians i 31.500 paraguaians), ferits i desapareguts. Diferents tipus de malalties, les característiques hostils del teatre d'operacions i la falta d'aigua van afectar la salut dels combatents, a molts per tota la vida.
La guerra va afectar seriosament els recursos d'ambdós països, de per si molt pobres. El Paraguai va poder sostenir l'abastament del seu exèrcit gràcies a les armes capturades als bolivians durant tota la guerra. Acabada la mateixa, va vendre els enormes sobrants a Espanya per ser usades durant la guerra Civil Espanyola, d'aquesta manera Paraguai va acabar la guerra amb superàvit econòmic, per primera i única vegada en la seva història.
Anys després de conclòs el conflicte, es va descobrir que no existien més jaciments petrolífers, a part dels que ja s'havien descobert a la preserralada boliviana contigua al Chaco.

## Descripció de la regió en litigi

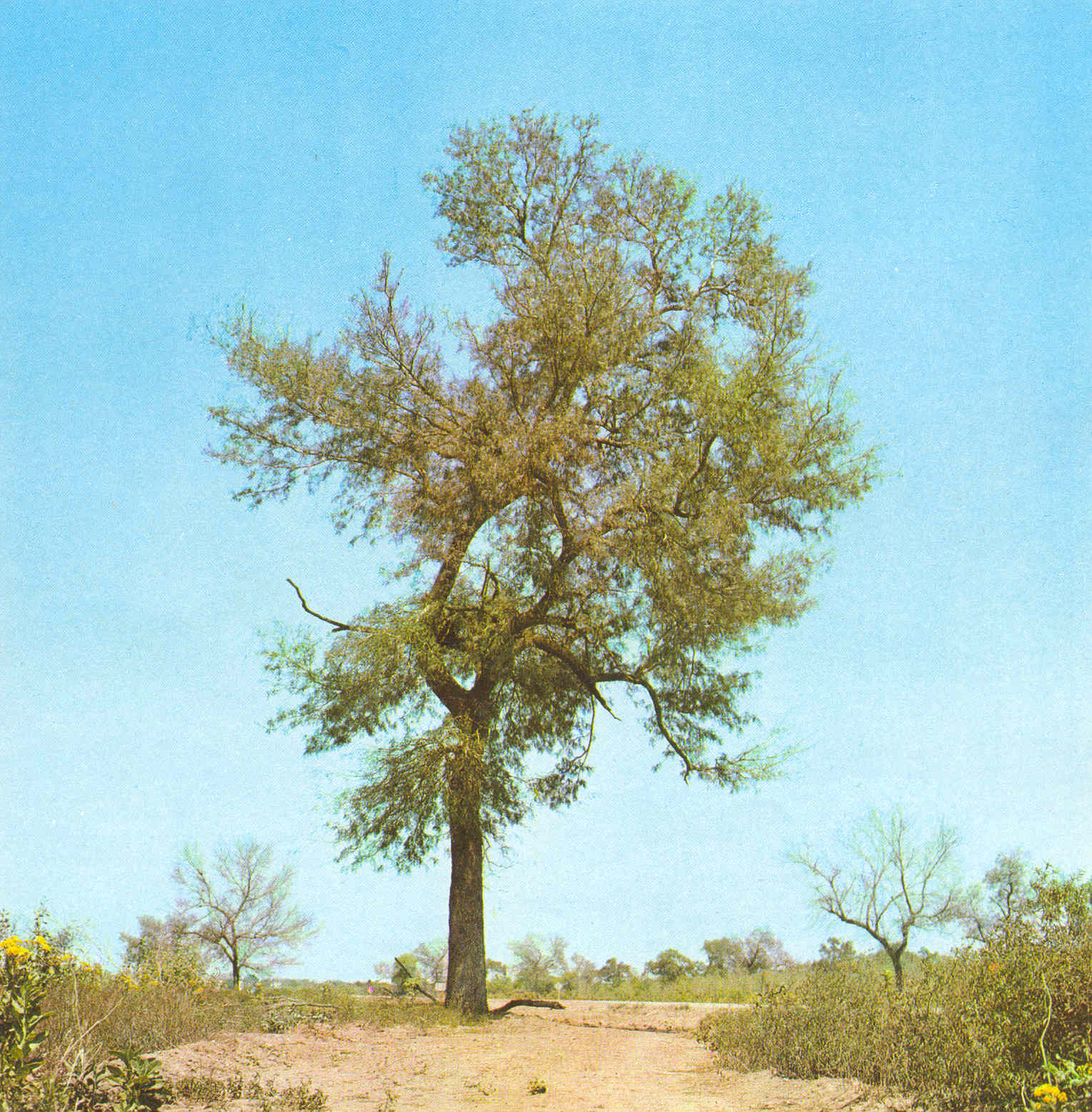
Paisatge del Chaco Boreal, l'arbre és el Schinopsis balansae.

La regió central d'Amèrica del Sud coneguda com a Gran Chaco es divideix de nord a sud en tres regions: Chaco Boreal (al nord del Riu Pilcomayo), el Chaco Central (entre el Pilcomayo i el Riu Bermejo) i el Chaco Austral. Històricament s'ha considerat com una sola unitat geogràfica al Chaco Austral i al Central, sota el nom de Gran Chaco Gualamba, mentre que el Chaco Boreal inclou parts de la Chiquitania i del Pantanal. L'àrea disputada entre Bolívia i el Paraguai corresponia exclusivament al Chaco Boreal.
Envoltada al sud pel riu Pilcomayo i l'Argentina, a l'est pel riu Paraguai i la regió fèrtil del centre del Paraguai, a l'oest per la terra baixa dels Andes de Bolívia i al nord per les regions selvàtiques del Brasil i Bolívia, el Chaco Boreal té una extensió d'aproximadament 598.000 km², que fins a finals de la dècada de 1930 havia romàs majoritàriament gairebé despoblada i inexplorada.
La regió està coberta per bardisses copioses i arbres com el quebratxo, i el potencial per a l'agricultura tradicional era pobre. És de clima continental predominant altes temperatures (entre 40 °C a 50 °C durant l'estiu) i sec, encara que ocasionalment a l'hivern les temperatures poden baixar als 0 °C. És l'hàbitat d'una gran varietat de serps verinoses i tot tipus d'insectes (molts d'ells portadors de malalties), com ara la vinchuca o el mosquit. L'aigua dolça és summament escassa a les zones centrals del Chaco Boreal i els pocs pous i llacunes existents van tenir una importància vital durant la guerra.
Durant l'hivern hi ha una temporada de pluja de curta durada en la qual els pocs camins de terra, que són senders polsosos durant la major part de l'any, es converteixen en aiguamolls intransitables. Aquesta inhòspita regió va ser moltes vegades l'enemic principal per a ambdós contendents.

## Antecedents

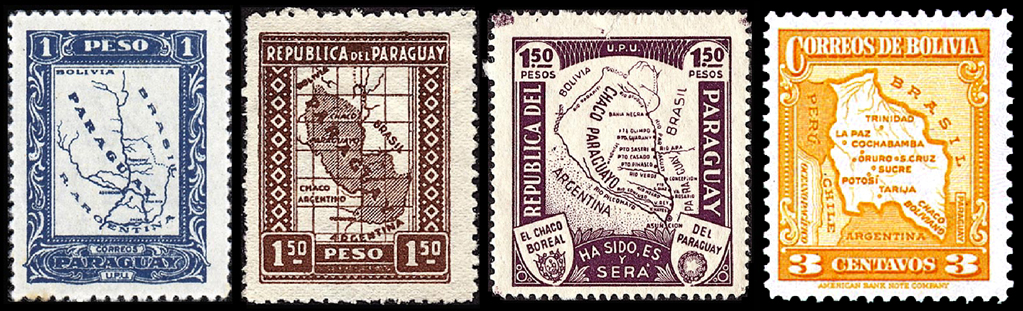
Segells d'ambdós països on es reclama el Chaco.

Territoris perduts per Bolívia en anteriors conflictes amb els seus veïns

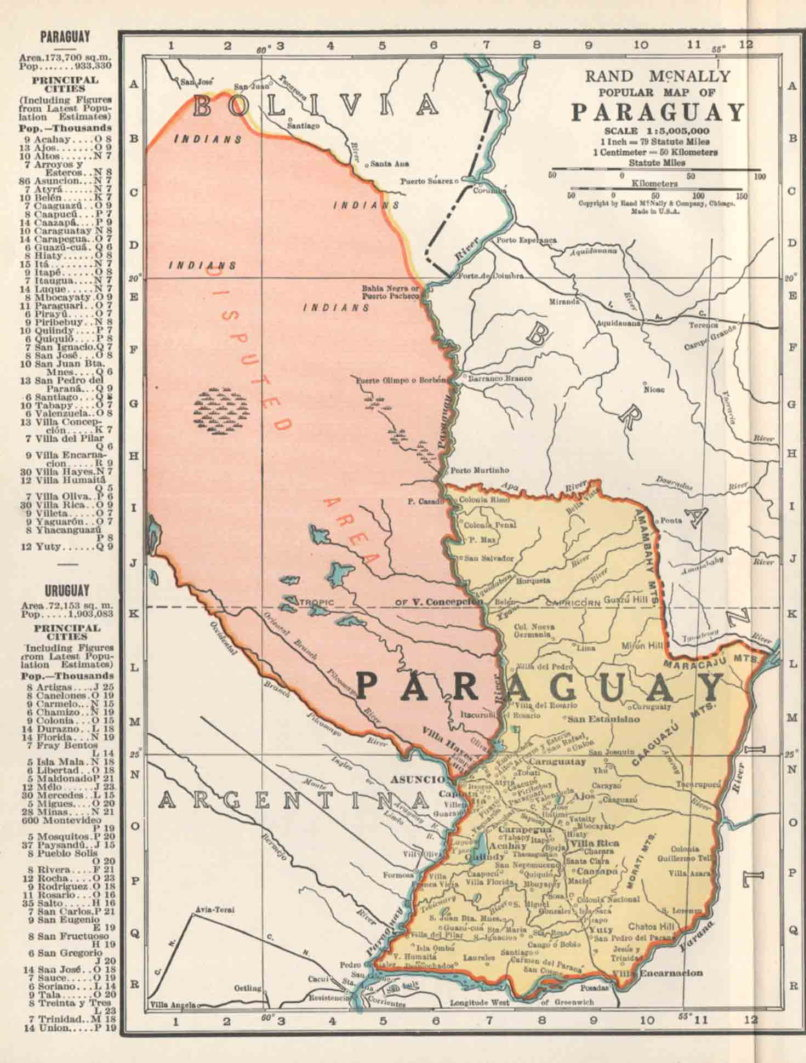
Mapa de Paraguai (EUA, 1935)

Espanya va fer una precària determinació de límits entre territoris i poques expedicions a aquesta zona durant l'època colonial. Els quatre tractats de límits que es van acordar entre Bolívia i Paraguai, entre 1884 i 1907, no van ser acceptats definitivament per cap de les parts, malgrat la intermediació d'altres països. Bolívia i el Paraguai van realitzar al seu torn poques expedicions al Chaco.
Al segle XX les companyies petrolieres assentades a Bolívia creien que hi havia jaciments en el Chaco Boreal, i això va encoratjar encara més la guerra. Cal esmentar també la intenció boliviana de posseir aquesta regió, exemplificada a la campanya política del president Daniel Salamanca Urey amb el seu eslògan "Cal trepitjar fort en el Chaco". El Paraguai, unes dècades abans, havia estat greument perjudicat per la Guerra de la Triple Aliança (1865-1870) en què va enfrontar a l'Argentina, el Brasil i l'Uruguai, i a conseqüència de la qual va ser la pèrdua d'enormes territoris a la seva zona oriental. Respecte del Chaco, l'Argentina, que tenia militarment la Villa Occidental, va pretendre incorporar-la al seu territori i després de l'arbitratge del president nord-americà Hayes, el 1879, aquest va fallar que els territoris des del riu Pilcomayo cap al Verde corresponien al Paraguai. Amb aquests antecedents el Paraguai no estava en condicions d'acceptar les pretensions bolivianes sobre el Chaco. Va agreujar la qüestió la intervenció del Brasil durant el Tractat de Petrópolis firmat amb Bolívia després de la Guerra de l'Acre (1899-1903): Bolívia cedia definitivament l'Estat d'Acre al Brasil i "com a compensació" El Brasil reconeixia com a bolivià el Chaco Boreal.

## Forces Armades bel·ligerants

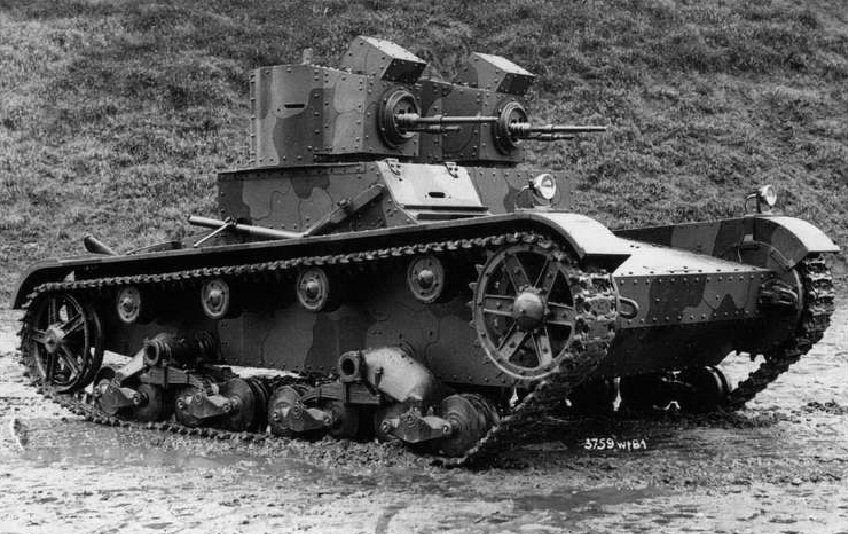
Un tanc Vickers

Cap dels dos països no fabricava armes de manera que van haver de comprar-les al mercat mundial. Paraguai va diversificar els proveïdors mentre que Bolívia va estar lligada fonamentalment a la firma anglesa Vickers amb què va tenir problemes de qualitat i lliurament. La compra de certes armes no van donar resultats en el Chaco com va ocórrer amb els tancs i els avions.
Tant Bolívia com el Paraguai van fer grans esforços per organitzar les seves forces aèries. En esclatar la guerra, els bolivians posseïen aproximadament quaranta avions, que incloïa avions entrenadors i de transport. El Paraguai només podia col·locar en campanya al voltant de deu avions de combat i la Superioritat aèria boliviana en quantitat i qualitat es va mantenir durant tota la contesa. La declaració oficial de la guerra feta pel Paraguai el 1934 va tenir com a objectiu de restringir l'entrada d'armes a Bolívia a través dels països veïns, aconseguida parcialment. Ambdós exèrcits van contractar missions militars estrangeres per preparar els seus oficials i molts oficials paraguaians van fer cursos a Xile o França.

## Comandants bel·ligerants

### Comandants de Bolívia
Bolívia va tenir diversos comandants en cap: Filiberto Osorio, José Leonardo Lanza, Hans Kundt i Enrique Peñaranda (aquest últim sota la forta influència del coronel José David Toro). Tots, llevat de Peñaranda, van ser substituïts per errors de conducció i motius polítics. Darrere d'ells tenien forta influència el president Daniel Salamanca Urey i l'oligarquia boliviana.

### Comandant del Paraguai
En contrast amb tants comandants bolivians, l'exèrcit paraguaià va ser dirigit per un sol home, des del començament fins a finalitzar la guerra, José Félix Estigarribia.

## Estratègies dels exèrcits bel·ligerants

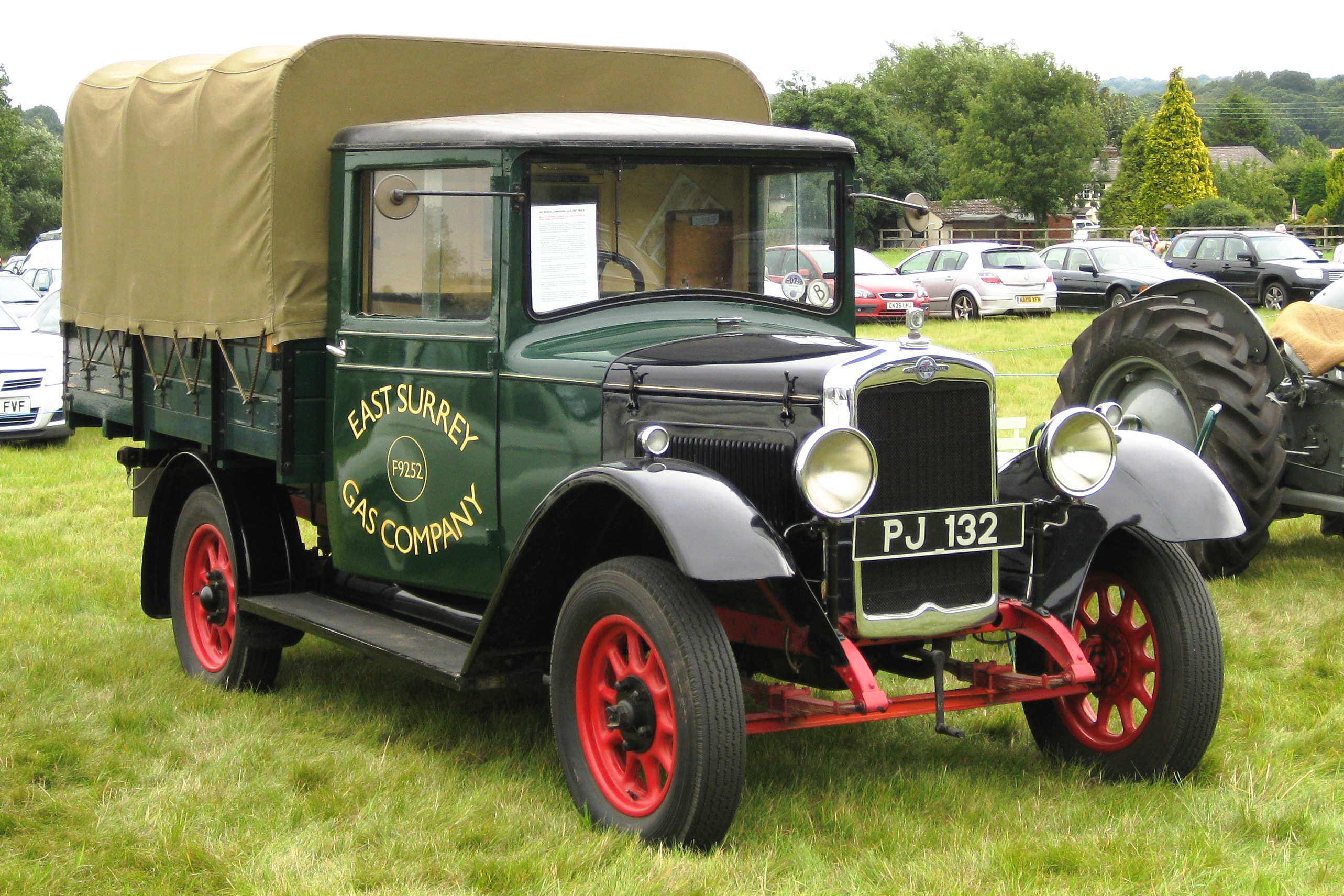
Camió Ford similar als que van usar Bolívia i el Paraguai.

### Estratègia boliviana
El govern i l'exèrcit bolivians van ser creure que amb uns quants milers de soldats es podia intimidar el govern paraguaià i apropiar-se del Chaco Boreal amb poca resistència, recolzant-se en la superioritat de recursos de Bolívia sobre el Paraguai, subestimant la seva capacitat militar.
L'estratègia boliviana va ser planificada amb la supervisió de Hans Kundt en la dècada de 1920 donant per suposat que el Paraguai no podria o no voldria lluitar contra Bolívia i donant per gairebé segur l'accés al riu Paraguai. El principal problema de Bolívia era la llarga i feble línia d'abastament al front, que mai no es va considerar decisiva ni es van prendre les mesures per solucionar-la.
Les tropes van ser mobilitzades a tot el territori i transportades per ferrocarril cap a la principal base, Villa Montes, a les terres baixes bolivianes i des d'allà els soldats havien de marxar uns 400 km en camió a través de la pols i la calor sufocant del Chaco Boreal. El rendiment dels camions estava limitat pels camins, de terra, i les pluges que els feien intransitables. En veure que només hi havia suficients camions per als pertrets i sobretot l'aigua, els soldats van haver de mobilitzar-se a peu durant tota la guerra.

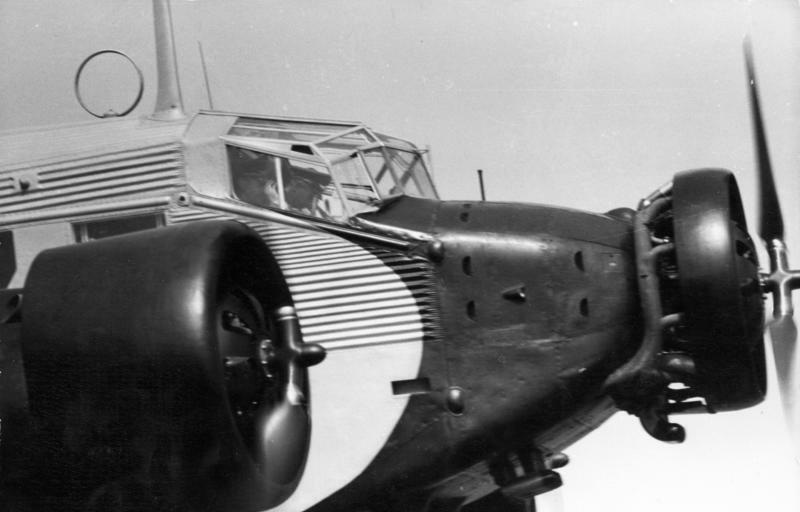
Avió Junkers JU-52, utilitzat per Bolívia en les seves missions de reaprovisionament

L'objectiu estratègic que guiava govern i exèrcit era l'ocupació territorial, amb l'objectiu de justificar "de facto" els drets, en cas de firmar-se un acord de límits. Això obligava a avançar cap a posicions cada vegada més llunyanes i intentar sostenir-les encara que no tinguessin importància militar, la qual cosa feia la logística més difícil i complicada, tant per distribuir recursos com per enviar tropes de reforç o suport. Qualsevol pèrdua era viscuda dramàticament pel poble, govern i exèrcit bolivians. Els partits polítics adversos al govern aprofitaven qualsevol motiu per criticar amb l'únic objectiu d'aconseguir una major quota de poder, i els diaris de l'oposició van arribar a demanar la renúncia del president Daniel Salamanca Urey en plena guerra.
Les tàctiques d'atac frontal usades per Kundt, basades en la doctrina imperant en la Primera Guerra Mundial tingueren enormes costos en vides, com va ocórrer a Nanawa el juliol de 1933, i que en aquell moment ja estaven sent superades per concepcions més modernes.
Per als bolivians, que provenien majoritàriament de zones altes i fredes els era difícil adaptar-se a l'ambient. En canvi, per als que vivien a les zones orientals i del nord de Bolívia, en viure en un clima tropical, van tenir menys complicacions d'adaptació. La unitat del poble bolivià davant la guerra era feble. Els camperols s'havien aixecat contra l'oligarquia boliviana el 1927: Tres aixecaments al Nord de Potosí, amb Chayanta al centre de la sublevació. Eduardo Nina Quispe (1930-1933) va lluitar per una República de Nacions i Pobles Originaris i el 1935 es va arribar a massacrar camperols a Pucarani per obligar-los a anar a la guerra. La relació entre el president Salamanca i els comandants bolivians va ser difícil i molts d'aquests tenien ambicions polítiques, la qua cosa incidia a la conducció de les operacions.

### Estratègia paraguaiana

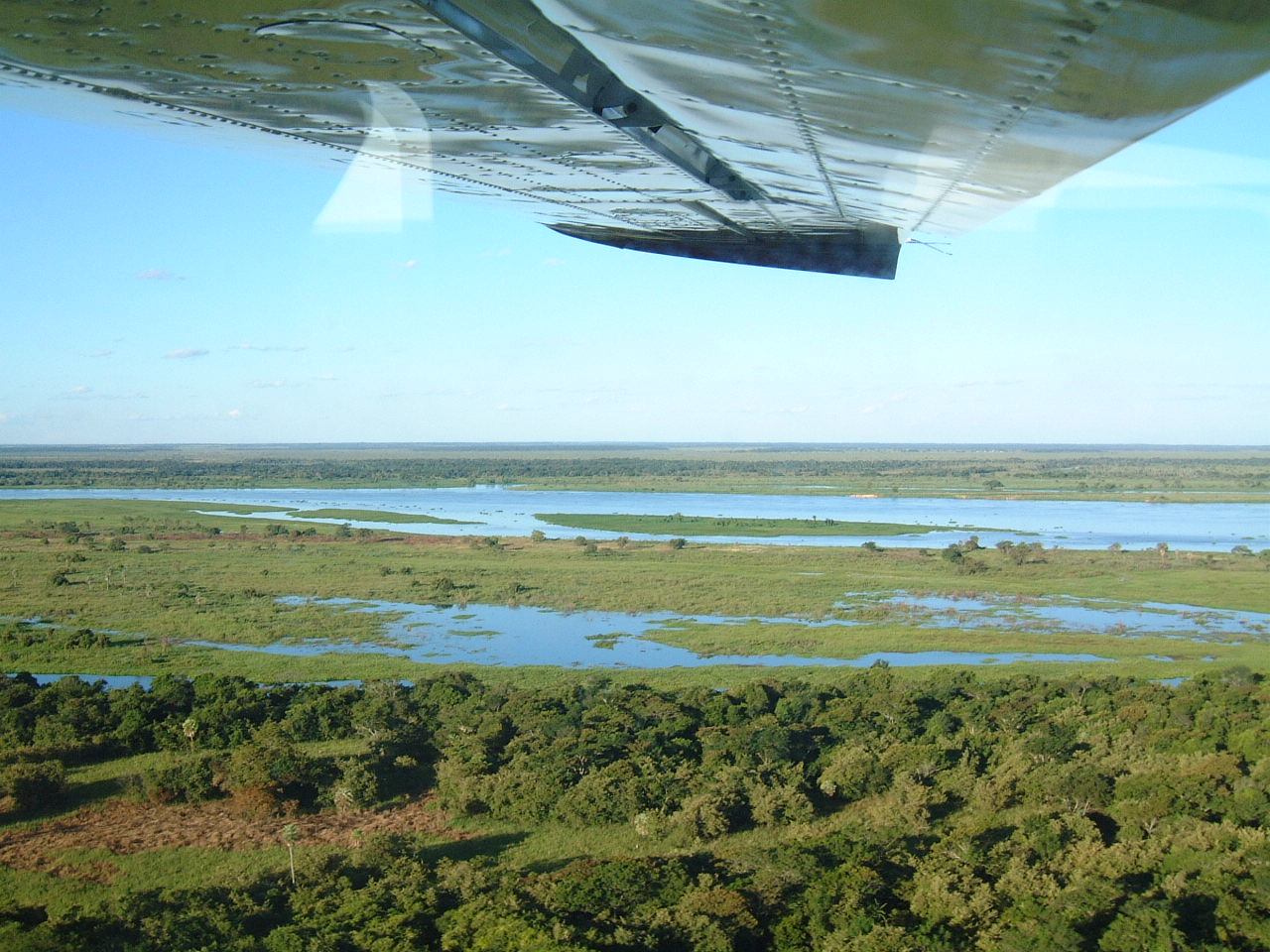
El Riu Paraguai.

L'exèrcit paraguaià va planejar la defensa del Chaco sobre la base de les comunicacions existents a la zona. D'aquesta forma va traslladar homes i recursos des d'Asunción, utilitzant el Riu Paraguai fins a Puerto Casado. Des d'allà va utilitzar un ferrocarril de via estreta (utilitzat en l'explotació de taní) que penetrava en el Chaco fins a molt a prop d'Illa Poí, la principal base en el Chaco. Les tropes i els pertrets van haver d'enfrontar una marxa relativament curta cap al front.
Durant gran part de la guerra, els factors de logística i de transport van afavorir el Paraguai i van compensar, en gran manera, l'important avantatge bolivià quant a personal i material. No obstant això, la falta de camions va ser crònica i va permetre que moltes vegades, amb les forces enemigues totalment desarticulades, aquestes poguessin escapar del seu aniquilament mitjançant el simple recurs de retirar-se més ràpidament. L'abastament d'aigua, per igual motiu, era un altre problema seriós de resoldre.
Les ofensives paraguaianes van estar sincronitzades amb les èpoques de poca pluja, quan la calor era preponderant, i van fer de la seva logística superior una arma decisiva en el resultat de les batalles concebudes com de "setge i anihilament", el que popularment va ser conegut com a "corralito".
L'exèrcit paraguaià va utilitzar tàctiques semblants a les que s'usarien després en la Segona Guerra Mundial: ruptura o envoltament del front, penetració a la rereguarda enemiga, tall de línies d'abastament i comandament enemic. Es va donar prioritat a la guerra de moviment, depassant pels laterals les defenses fixes bolivianes sense realitzar atacs frontals de gran intensitat. L'abandonament de posicions no era sentit com una "derrota". De fet, un dels lemes d'Estigarribia era que el Chaco "havia de defensar-se abandonant-lo", per la qual cosa l'objectiu de la guerra era exclusivament l'anihilament de l'exèrcit bolivià i no l'ocupació territorial.
La convicció d'estar sent agredit, una vegada més, per un invasor que ara provenia del nord-oest, va produir la unitat de tot el poble paraguaià. Ningú no dubtava que el Chaco havia de ser "defensat". Hi havia homogeneïtat entre oficials i soldats on el seu màxim comandant era d'origen camperol i tots tenien els mateixos costums i parlaven el mateix idioma (el guaraní). En aquest sentit hi havia un clar i decisiu avantatge sobre el seu oponent bolivià on hi havia diferents grups ètnics/lingüístics, diferències de classe i cultura, entre soldats i oficials, i fins i tot estrangers en els comandaments superiors.
El Paraguai va començar i va acabar la guerra amb el mateix exèrcit, amb els mateixos oficials i soldats. Només va haver de reposar les baixes, ferits i malalts. Això va significar comptar, al cap de pocs mesos de combats continus, amb un exèrcit petit però capacitat per a la guerra al Chaco.

## Inici del conflicte

### Començament de les hostilitats
El juliol de 1932, un destacament de l'exèrcit bolivià va capturar un lloc d'avançada paraguaià, el fortí Carlos Antonio López, a prop de l'estratègica Llacuna Pitiantuta o "llacuna Chuquisaca" com va ser batejada posteriorment pels bolivians. Semblava un incident fronterer més en un territori llunyà que havia estat ocupat pel Paraguai amb molt pocs soldats un any abans.
El 16 de juliol, el destacament paraguaià Palacios va tornar a apoderar-se del lloc després d'un petit combat, i el president bolivià Daniel Salamanca Urey va demanar al general Filiberto Osorio, l'1 d'agost, l'enjudiciament dels responsables com si es tractés d'una ofensa a l'honor nacional, i Osorio es va prendre el seu temps per respondre, iniciant el conflicte entre el president Salamanca i els responsables de la conducció de l'exèrcit, i que culminaria anys després amb l'assetjament al president i la seva destitució. Aquest clima polític bel·licista explica, la reacció boliviana que, en represàlia, es va apoderar dels fortins paraguaians Corrales i Toledo el 27 i 28 de juliol, mentre el regiment Campero, amb dos-cents homes, va atacar un altre fortí paraguaià, Boquerón, que va ser capturat fàcilment, després de patir una emboscada en la qual van morir el comandant del regiment i diversos soldats. Al front diplomàtic, davant de la protesta paraguaiana, Salamanca es va mostrar ferm en no lliurar aquests fortins per tornar a l'statu-quo anterior, exigint, al seu torn, que els tres fortins fossin integrats en una "zona en litigi" entre ambdues parts.

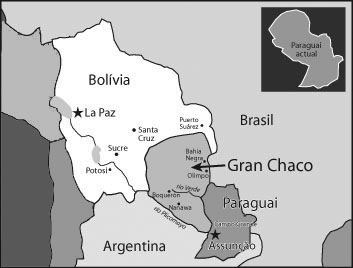
Regió en disputa entre Paraguai i Bolívia

Amb la captura dels tres fortins el govern bolivià, sense tenir clares les conseqüències, va transformar una sèrie de xocs, gairebé sempre incruents, en una guerra amb milers de morts i ferits. Però la realitat era que Bolívia, a finals de juliol de 1932, no estava preparada per a una operació militar en gran escala al Chaco. El mateix Osorio, el 30 d'agost, al seu Memoràndum 507/32, amb un to gairebé altiu i irrespectuós, es queixa a Salamanca dient-li que no té directrius precises i que tampoc no existeix un Pla d'Operacions concret que guiï l'exèrcit bolivià al Chaco. Al mateix memoràndum adjunta el seu propi pla que consisteix a avançar al Chaco pel Nord, en l'Alt Paraguai, zona diametralment oposada a allò que, sense plans certs, s'estava realitzant al Sud. Respecte de l'enjudiciament dels responsables de la desfeta de Llacuna Chuquisaca, li manifesta que no és el moment adequat per fer-ho. Tot això ocorre a només 9 dies de l'atac a gran escala de tot l'exèrcit paraguaià per recuperar Boquerón, primer, i destruir l'exèrcit bolivià, després, és a dir, de l'inici de la guerra. Al seu torn el general Quintanilla, a càrrec de les forces bolivianes al Chaco, des del seu llunyà lloc de comandament a Muñoz, sol·licita al general Osorio que addicionalment als 3 fortins capturats autoritzi l'ocupació dels fortins paraguaians Nanawa al sud i Rojas Silva a l'est.
El juliol de 1932 els bolivians comptaven amb quatre mil efectius organitzats, en el que es coneixia com el Primer Cos de l'Exèrcit en la part sud-oest del Chaco. Dos mil homes, organitzats en dues divisions, estaven acantonats al nord-oest del Chaco. Durant el mes d'agost més de 6.000 reforços van començar a ser traslladats lentament des de Bolívia amb rumb al Chaco.
Amb la presa de 3 fortins paraguaians el juliol i l'actitud obertament bel·licista del govern bolivià el govern paraguaià es convenç que només queda la solució militar i demana al seu Estat Major perquè posi en marxa la defensa del Chaco utilitzant tots els recursos que el Paraguai pogués disposar. Durant el mes d'agost de 1932, es va concentrar una força de 8.000 efectius organitzats en un Cos d'Exèrcit en Illa Poí. Mil cinc-cents homes més van ser ubicats en Nanawa, al sud-est del Chaco i la Tercera Divisió, amb 3.000 efectius i vuit peces Schneider d'artilleria mòbil, va ser acantonada al nord, a l'alt riu Paraguai. Des d'Asunción es van enviar un total de 3.000 efectius més. Durant els mesos de juliol i agost, es va construir una pista d'aterratge a Isla Poí i es va desplaçar a aquesta zona tot el que el Paraguai tenia de poder aeri. L'exèrcit paraguaià buscava colpejar primer realitzant en temps record la mobilització per atacar amb totes les seves forces Bolívia. Estigarribia estimava que, amb el canvi sorpresiu en l'escala de la confrontació, l'enemic tot just podria completar la seva mobilització massiva (i assolir la previsible superioritat en homes i recursos) en 90 dies, temps que necessitava per dur a terme, amb avantatge, la Primera Ofensiva Paraguaiana entre setembre i desembre de 1932.

## Primera ofensiva paraguaiana (setembre de 1932 a desembre de 1932)

### Primera batalla en la guerra del Chaco: Boquerón
Després d'aquest petit xoc a la Llacuna Chuquisaca o Pitiantuta, la Quarta Divisió boliviana va ser enviada al front, amb prop de 300 homes, comandats pel tinent coronel Luis Emilio Aguirre, per tal de prendre els fortins, Corrals, Toledo i Boquerón, les posicions paraguaianes més avançades en el Chaco. Els dos primers van ser capturats amb summa facilitat, i després d'un combat de dues hores també va caure l'últim. El Tt. Cnel. Luis Emilio Aguirre va morir durant la captura de Boquerón, deixant el comandament al seu segon, el coronel Manuel Marzana.
Aquest competent oficial, amb 1.500 homes a les seves ordres, seria el responsable de sostenir el setge de Boquerón, tot resistint els embats del gruix de l'exèrcit paraguaià, que des del 9 al 29 de setembre de 1932 l'atacarien sense cessar, fins que els pocs soldats supervivents, esgotats i sense municions, no van poder impedir que els paraguaians ocupessin el fortí.
A començaments de setembre, Estigarribia havia concentrat el seu Primer Cos i l'havia enviat a Boquerón, per envoltar i envestir la guarnició boliviana. Les forces aèries d'ambdós països van començar les operacions de patrulla i reconeixement agressiu, per detectar els moviments de les tropes enemigues.
El 8 de setembre, dos avions de combat bolivians van detectar el Segon Regiment d'Infanteria paraguaià de camí cap a Boquerón i van bombardejar i van metrallar la columna, la qual cosa va ocasionar grans baixes entre els homes i els cavalls. Molts dels soldats paraguaians, la majoria dels quals mai no havien vist un atac aeri, es van atemorir i van desaparèixer entre els matolls. Els seus oficials van haver de passar la resta del dia reunint les seves unitats.
Malgrat aquest retard, l'avenç va continuar i els paraguaians van atacar desaprensivament Boquerón el 9 de setembre. Quan els voluntariosos atacs inicials no van tenir èxit, les forces paraguaianes van envoltar el fortí per assetjar-lo, tot prenent posicions per emboscar les forces que podrien venir en ajuda d'aquest. Aquell mateix matí, una columna de camions del 14è Regiment d'Infanteria va caure en una emboscada paraguaiana i va ser aniquilada. En aquests primers dies van poder observar-se moltes deficiències en l'exèrcit paraguaià, principalment en l'abastament de l'aigua i la sincronització dels moviments.
L'artilleria paraguaiana era un dels blancs principals de les patrulles aèries bolivianes, però era difícil ubicar-la perquè les seves peces estaven camuflades i ben atrinxerades. Els combats inicials van servir perquè els paraguaians aprenguessin lliçons valuoses. Van utilitzar les bardisses del Chaco per camuflar els seus moviments i depassar el flanc dels bolivians. Els camins es feien per sota dels arbres i s'evitaven les línies rectes. Això va fer que la intel·ligència boliviana infravalorés el potencial de l'exèrcit paraguaià que estava atacant. Amb Boquerón assetjat, es van fer diferents intents d'entrar al fortí, sempre amb petites unitats, alguns reeixits i d'altres no, però tots amb gran cost en baixes. També es va utilitzar l'aviació per llançar municions, aliments i medicines però el foc antiaeri i la necessitat de conservar els avions els va obligar a llançar els aprovisionaments des de grans altituds.

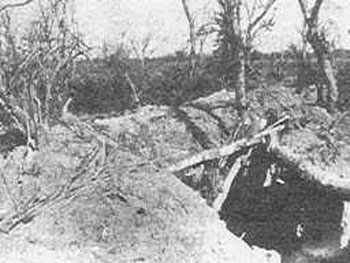
Trinxera típica de la Guerra del Chaco, i especialment del Setge de Boquerón

Mentre es desenvolupaven els combats, el president Salamanca va acceptar la gestió de la Comissió de Neutrals de suspendre les hostilitats, creant un cinturó de neutralització de dos quilòmetres al voltant de Boquerón. El govern paraguaià no el va acceptar i va mantenir la seva posició inicial que Bolívia havia de tornar prèviament els tres fortins capturats el juliol de 1932. L'oposició política al govern de Salamanca va augmentar les seves crítiques sostenint amb exageració que de la possessió del fortí Boqueron depenia la definició del conflicte.
Sense tenir idea que l'abastament aeri havia fracassat, l'alt comandament va intentar convèncer Salamanca sobre la necessitat d'abandonar el fortí. Tanmateix, el general Quintanilla, el dia 27, va demanar a Marzana que aguantés deu dies més, fins que no s'organitzés un contraatac, un fet certament impossible tenint en compte la superioritat de l'enemic al qual s'estaven enfrontant. En desconèixer o ocultar-se la situació real a Boquerón, va ser un tremend xoc per a Bolívia la caiguda del fortí dos dies més tard fins al punt que es va escatimar informació a La Paz. En l'altre conflicte, el que lliurava el president contra els seus comandants, el 21 de setembre (a 8 dies de la caiguda), Salamanca va respondre al general Osorio la seva impertinent nota del 30 d'agost, dient-li que mentre l'exèrcit havia seguit les instruccions presidencials s'havia aconseguit la captura de Toledo, Corrales i Boquerón i per no haver-ho fet s'havia perdut la llacuna Chuquisaca. Va rebatre el pla d'Osorio d'atacar pel nord i va sostenir el seu propi pla d'atacar cap al sud-est per "descarregar cops mortals que permetin a Bolívia imposar un tractat de pau a Asunción, ja que la marxa sobre la capital paraguaiana seria un cop assestat al cor de l'enemic…; ". Una vegada conegut el resultat de Boquerón, Salamanca no va perdre temps, va destituir Filiberto Osorio i el va reemplaçar per José Leonardo Lanza.
A Boquerón i especialment en els diferents combats que van tenir lloc als voltants, Bolívia va perdre, entre morts i presoners, els oficials i soldats amb més experiència al teatre d'operacions, difícils de reposar.

### Ofensiva paraguaiana i retirada boliviana
Després de la captura de Boquerón, l'exèrcit paraguaià amb 15.000 homes va continuar el seu avenç contra la resta de les posicions bolivianes que van ser abandonades sense oposar resistència.
El Coronel Estigarribia va planejar que una divisió ataqués el camí Yujra-Arce, mentre que una segona avançaria per la dreta per guanyar l'esquena de l'enemic. La tercera quedava com reserva esperant que la conquesta d'Arce, el fortí bolivià més avançat en el Chaco, fos més difícil que la de Boquerón. El comandant paraguaià actuava amb molta cautela sabent que un error en aquestes circumstàncies difícilment podria reparar-se, donats els escassos recursos del Paraguai. Una fracció boliviana va ser envoltada pels regiments paraguaians 2 de mayo i Corrales i es va rendir. Els bolivians van abandonar els fortins Ramírez, Yujra i Castillo, col·locant-se a 11 km d'Arce. El 176 d'infanteria va rebre la pressió més intensa, però va poder mantenir les seves posicions amb 16è Regiment d'infanteria bolivià va rebre la pressió més intensa, però va poder mantenir les seves posicions, amb el suport de la bateria Rivera. L'atac es va traslladar llavors a l'ala esquerra defensada pels regiments Loa i Campero, comandants pel major Germán Jordán, que també van poder mantenir-se en les seves posicions.
Completada la maniobra d'aproximació, el 21 d'octubre, a trenc d'alba, va començar l'atac paraguaià i cap al migdia, els regiments paraguaians 2 de mayo i Corrales van aconseguir flanquejar les línies bolivianes i sortir a la seva rereguarda. Els regiments Pérez, 15, 20, i 35 van abandonar les seves posicions completament desmoralitzats. Només els combatents del Loa, Campero, Lanza i el 16è van romandre als seus llocs fins que el Coronel Peñaranda, tement ser envoltat, va ordenar la retirada.
Les forces paraguaianes van entrar a Arce i el van trobar buit i en ruïnes. Els 4.000 efectius que la defensaven es van retirar a Alihuatá, sent coberts en aquesta retirada pels regiments Loa, Campero, i Lanza, que també es van replegar, d'allà poc després. Encara que resulti paradoxal aquesta retirada (organitzada o no) era el millor que podia fer l'exèrcit bolivià davant un enemic superior guanyant, atès que li permetia de guanyar un temps valuós fins que Bolívia pogués realment mobilitzar els seus recursos. Estigarribia hauria desitjat que presentessin batalla per poder aniquilar-los.
Amb les poques tropes disponibles, tot just es va poder resistir l'avenç enemic a 7 km de Fortí Saavedra, al caire d'un llarg i ample canyissar que els paraguaians havien de travessar si volien continuar atacant. Allà es va posicionar la 4a divisió, comandada pel tinent coronel Bernardino Bilbao Rioja, que va reemplaçar el tinent coronel Enrique Peñaranda, atès que es trobava de baixa per malaltia.
Mentrestant, a La Paz, creixien les crítiques tant a Salamanca com al comandament bolivià. El general Quintanilla contesta aquestes crítiques amb amargor: "Ni el general Kundt ni ningú podran posar remei a la falta d'efectius, la deficiència d'armaments i en general les innombrables deficiències orgàniques que caracteritzen l'actual situació"

### Combat aeri sobre km 7
El 30 de novembre de 1932, des de les trinxeres es va observar el capità de l'aviació boliviana Rafael Pabón enfrontant-se al tinent Benítez Vera de l'aviació paraguaiana que portava d'observador a un oficial de l'Estat Major paraguaià. Va ser el primer combat aeri en terres americanes.

## Ofensiva boliviana - desembre de 1932 a juliol de 1933
A partir de desembre de 1932 l'exèrcit bolivià va completar la mobilització de les seves forces i amb l'arribada al Chaco de noves divisions va posar en desavantatge l'exèrcit paraguaià. El coronel Estigarribia havia avançat durant 3 mesos fins a km 7 però ara havia de fer fronat a l'envestida de la totalitat de l'exèrcit bolivià, a les ordres del seu flamant comandant, el general alemany Hans Kundt.

### L'exèrcit bolivià reprèn la iniciativa
El general Hans Kundt va arribar a La Paz el 5 de desembre de 1932, mentre es continuava combatent a les trinxeres de Quilòmetre 7. Ràpidament pren el comandament d'un exèrcit que en quatre gestions anteriors havia estructurat, i li dona la disciplina i els estrictes rigors del militarisme prussià. El coneixement de l'exèrcit que ell mateix havia format li va permetre assegurar al president bolivià la victòria en el Chaco.
Kundt disposava de molt més i sobretot disposava de la completa confiança del president Salamanca, que tampoc no havia estat totalment d'acord amb la forma de treballar de José Leonardo Lanza durant el seu curt interinatge.
L'arribada de Kundt com a salvador va aixecar la moral i l'ànim dels ciutadans bolivians que demanaven la seva tornada a Bolívia després del desastre de Boquerón i la retirada fins a km 7, cosa que va molestar els oficials bolivians, que veien la seva perícia, habilitat i orgull menyscabats per la presència del vell oficial alemany, a qui se li va donar una autoritat total i indiscutible.

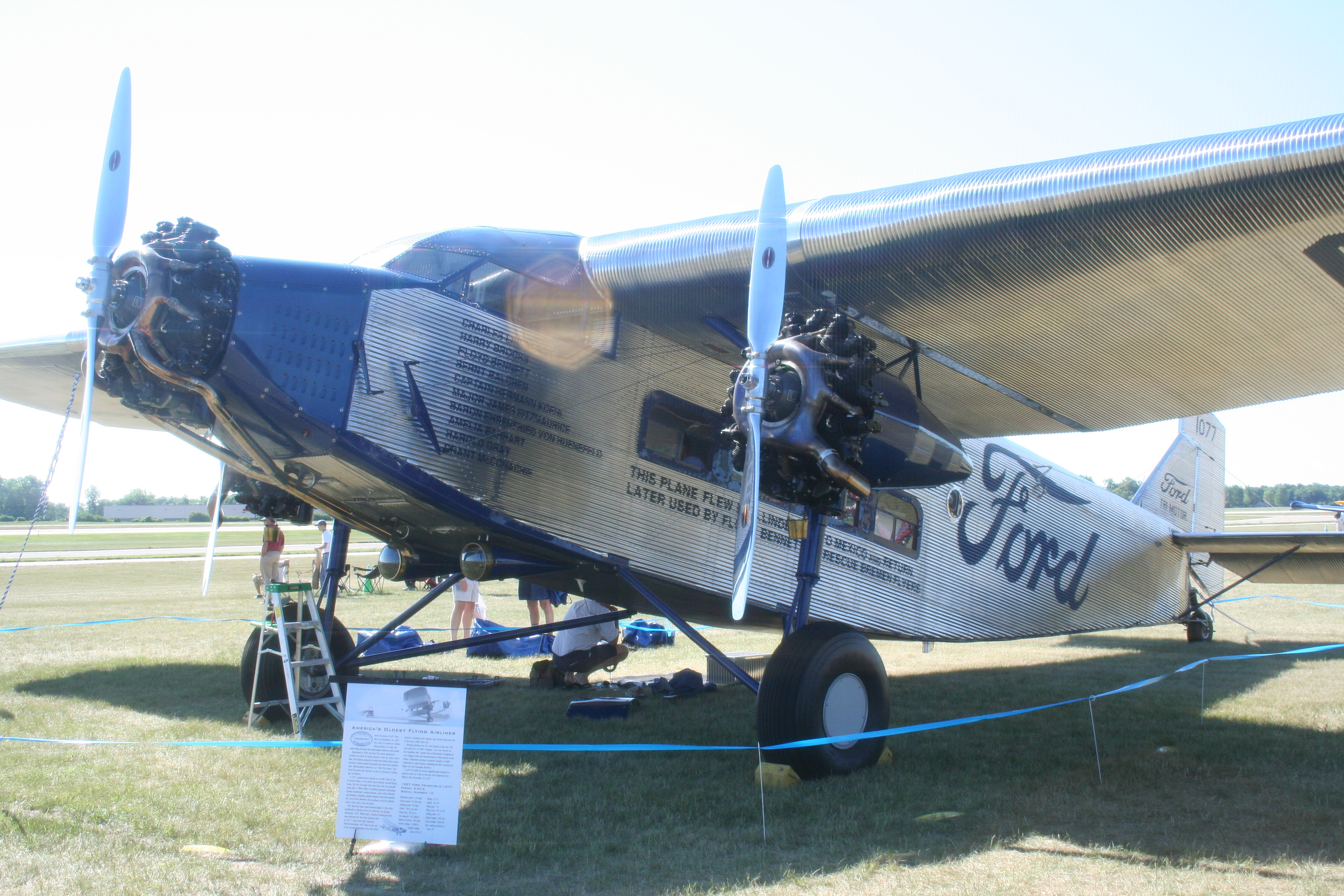
Trimotor Ford 4AT, utilitzat pels bolivians en les seves missions de reaprovisionament

Kundt va planejar una ofensiva, que en la seva primera etapa havia de capturar el fortí Nanawa. Aquest fortí era important perquè obria diverses possibilitats d'atac cap a Isla Poí, centre d'operacions paraguaià. Una ofensiva que capturés Nanawa i després Isla Poí, permetria a Bolívia d'arribar al riu Paraguai i sortir gairebé davant Concepción, una important ciutat del Paraguai sobre el costat oriental. Es va ordenar que la captura dels fortins Corrales, Toledo i Fernández estigués a càrrec del Segon Cos format per la 8a i 3a Divisió mentre que la captura del fortí Nanawa, estaria a càrrec del Primer Cos integrat per la 7a Divisió, formada per les forces de rereguarda que defensaven les regions d'Agua Rica, Murguía i Cuatro Vientos, reforçades per alguns regiments de la 4a Divisió. El gener de 1933 va tenir lloc la primera batalla de Nanawa, on els bolivians fracassaren en el seu objectiu de capturar el fortí. Tanmateix, van formar un perillós semicercle davant d'ell, que serviria de punt de partida per a un atac posterior.
El Segon Cos va enviar la 3a Divisió, composta pels regiments Warnes, Ingavi, Pari, Chorolque i la Bateria Sossa, a capturar el fortí Corrales. Mitjançant una marrada, els regiments Warnes i Ingavi atacarien des de l'oest, mentre que el Pari i el Chorolque pressionarien el flanc nord. En la maniobra va morir el comandant del regiment Warnes, Guillermo Sánchez, sorprès per una patrulla enemiga. Els paraguaians, després d'un breu combat, van abandonar el fortí.
La 8a Divisió va capturar fàcilment el fortí Platanillos i confiadament va intentar fer el mateix amb Fernández, però aleshores va xocar amb una forta defensa, que la va rebutjar amb fortes baixes. El regiment Colorados va ser delmat i va haver de ser dissolt en la resta d'altres unitats. El seu famós nom va ser transferit al regiment 41.
Kundt no va voler perdre la iniciativa i per tal motiu va moure la 8a Divisió des de Platanillos, perquè reforcés les accions de la resta del Segon Cos, que feia front als paraguaians a Toledo. L'intent de capturar el fortí va fracassar, i es va formar, a partir de febrer (1933), una línia defensiva a 15 km de Corrales.

### La reconquesta d'Alihuatá i retirada paraguaiana de Campo Jordán
El pla ofensiu del general Kundt havia quedat paralitzat en els seus extrems nord i sud, la 7a divisió davant de Nanawa, i la Tercera divisió a prop de Toledo. Les altres dues divisions que van accionar en el suport d'aquelles tampoc van progressar en els seus esforços. Entre la Quarta divisió que seguia a Quilòmetre 7 i l'Octava i Tercera Divisions, que formaven el 2do Cos i actuaven a l'ala esquerra, existia una línia sense solució de continuïtat de més de 50 km. Kundt va planejar una maniobra per aquest sector, a fi i efecte de no perdre la iniciativa.

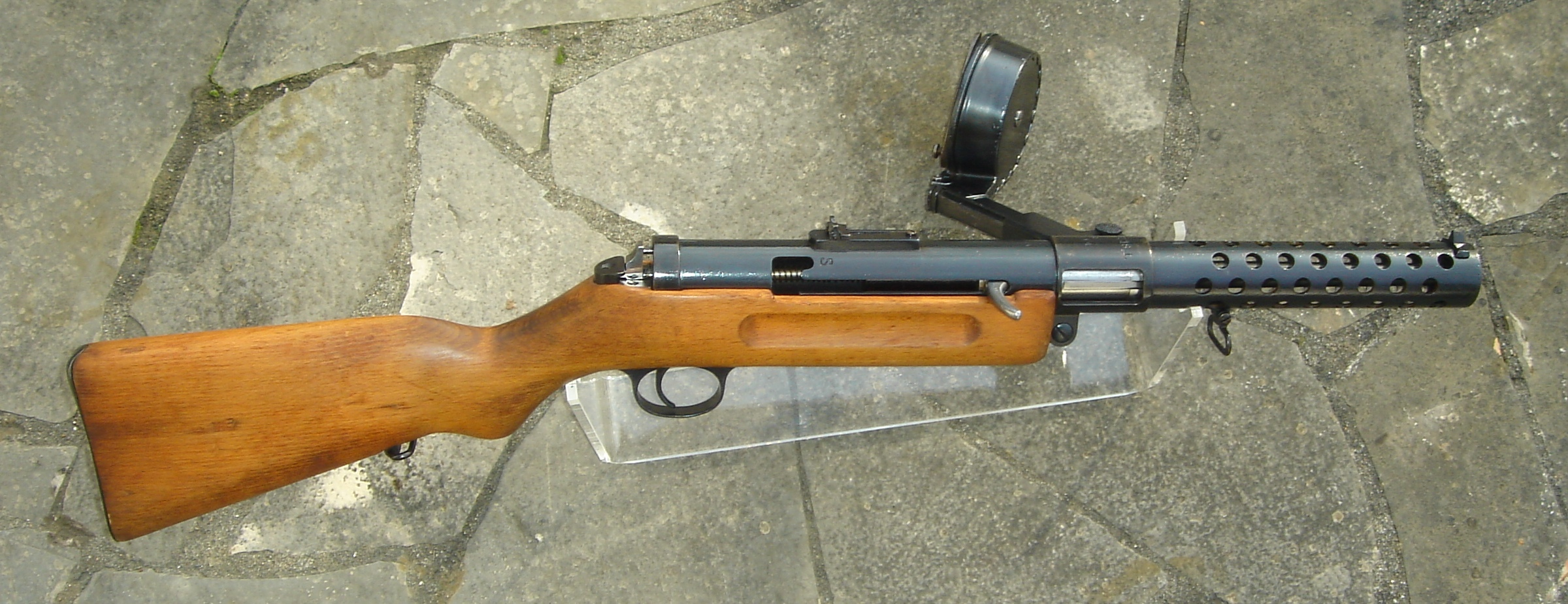
Subfusell MP18-I, com els utilitzats per les Forces Armades de Bolívia

Primerament, s'havia de definir la situació de la Quarta divisió, que continuava combatent en Quilòmetre 7. Seguint els consells d'oficials del Primer Cos, va executar una maniobra pel flanc dret paraguaià, i va capturar el fortí Alihuatá amb l'ajuda de la Divisió de Reserva que havia estat formant i que estava a les seves ordres. Els preparatius es van fer amb el major secret, es va treballar en l'obertura d'un camí durant les nits, a fi i efecte que l'aviació paraguaiana no descobrís la tasca dels sapadors. L'atac, malgrat estar ben organitzat, va tenir errors d'execució, la qual cosa va produir baixes desproporcionades amb relació a l'objectiu i als pocs soldats paraguaians que la defensaven.
La sorprenent aparició d'una divisió boliviana en el centre del seu dispositiu va ser un contratemps per a Estigarribia que no esperava una penetració tan audaç. L'endemà el regiment Campos va arribar al camí Alihuatá-Saavedra, i va tallar la ruta d'aprovisionament de la Primera divisió paraguaiana que combatia en Quilòmetre 7, km. 12 i Campo Jordán. Una vegada rebuda la informació que la ruta havia estat tallada per la Novena divisió, els 3000 homes de la Quarta divisió boliviana van atacar amb més pressió els paraguaians. Els atacs a Campo Jordán es van fer més perillosos per als paraguaians que, en no comptar amb una ruta de subministraments tan directa i segura, es van veure obligats a abandonar silenciosament les seves trinxeres durant la nit, per un camí d'aproximació construït en secret i que travessava el canyissar de Campo Via, deixant a la Quarta divisió en possessió de les trinxeres de Quilòmetre 7 i Quilòmetre 12, després de 4 mesos de combat. La retirada paraguaiana va ser perfectament planificada cap a la zona de Gondra, sense grans pèrdues d'homes ni material.

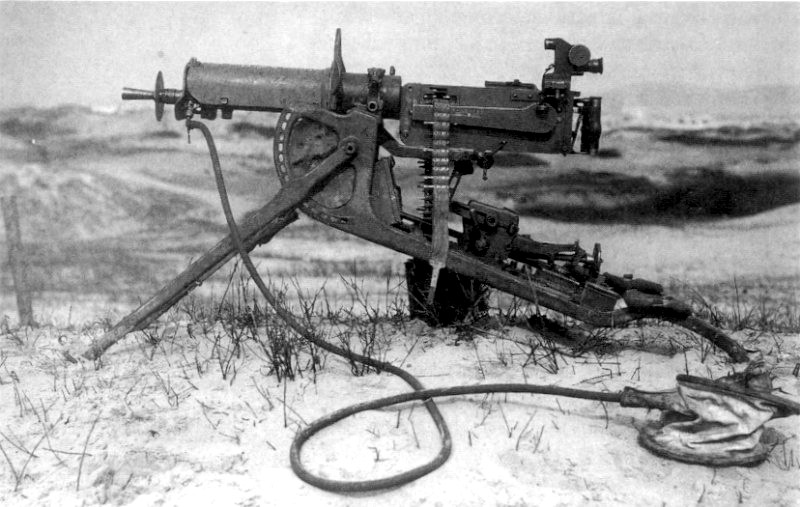
Antigues metralladores alemanyes Maxim MG08, de la Primera Guerra Mundial, van ser utilitzades pels paraguaians

Després de la Batalla d'Alihuatá, els bolivians van intentar reprendre el fortí Arce, que després de la seva captura pels paraguaians 4 mesos enrere s'havia convertit en el centre d'operacions del Primer Cos, però van ser rebutjats a 15 km del fortí per una forta línia defensiva. Kundt decideix centrar la seva ofensiva novament cap a Fernández, per atacar després amb més llibertat cap a Arce però és novament rebutjat per les forces paraguaianes. Més tard va desviar la seva atenció cap a Gondra i, malgrat els esforços realitzats per la Quarta divisió, no va aconseguir res significatiu. Es va mantenir al lloc i va crear un nou front a la zona central de tot el dispositiu bolivià. En sis mesos d'ofensiva i comptant amb significativa superioritat en mitjans, era bastant poc allò que Kundt havia aconseguit, llevat de la captura d'Alihuata i la correcció de l'avançada paraguaiana a km 7. Potser per aquesta raó va tornar al seu pla original: la captura de Nanawa al sud.

### Davant Gondra
Després de la victòria boliviana a Campo Jordán, els paraguaians pertanyents a la Primera divisió paraguaiana van retrocedir i es van atrinxerar al Fortí Gondra. En la seva retirada van ser perseguits per la Quarta divisió boliviana que, per ordre de Kundt va llançar un atac frontal contra el fortí, atac que va fracassar a causa de la resistència enemiga, recolzada en un terreny dificultós. La divisió boliviana va establir una línia de trinxeres davant del fortí.
Però els combats a Gondra, no tenien major importància, ja que Kundt tenia al cap una nova i potent ofensiva contra Nanawa, que des de gener es mantenia en espera.

### Nanawa: El major atac de tota la guerra
Els atacs cap a Fernández, Arce i Gondra, van ser explicats com a simples maniobres de distracció, perquè es preparessin les forces necessàries per conquerir Nanawa, primer punt del Pla d'Operacions de Kundt. Els informes d'intel·ligència que rebia Estigarribia li indicaven la gran concentració de mitjans que s'estava realitzant davant Nanawa. La seva preocupació estratègica era saber si Kundt es preparava per prendre per assalt el fortí o bé si passaria de llarg, deixant una petita unitat de control al voltant d'ell, efectuant una àmplia marrada pel sud que el fes sortir gairebé a Casado, amb la intenció d'envoltar tot l'exèrcit paraguaià. Quan li van avisar que Kundt havia iniciat un ferotge atac frontal sobre el fortí, va comprendre l'error estratègic del seu adversari i va ordenar al comandant Irrazabal que resistís fins al final.
El juliol de 1933, Kundt va reunir gran part del seu exèrcit per prendre les posicions paraguaianes a Nanawa, mitjançant un atac frontal. Comptant amb superioritat aèria, un fort suport d'artilleria i dos grups de tancs Vickers, va llançar les seves tropes contra les posicions paraguaianes que havien estat enfortides des de l'última batalla i que esperaven l'atac. Al Cos Aeri Bolivià se li va encomanar la missió de trobar i destruir l'artilleria paraguaiana. Amb tot i això, va fracassar en aquesta missió perquè era gairebé impossible detectar les posicions de foc paraguaianes que havien estat ben camuflades a les denses bardisses darrere de la línia principal.

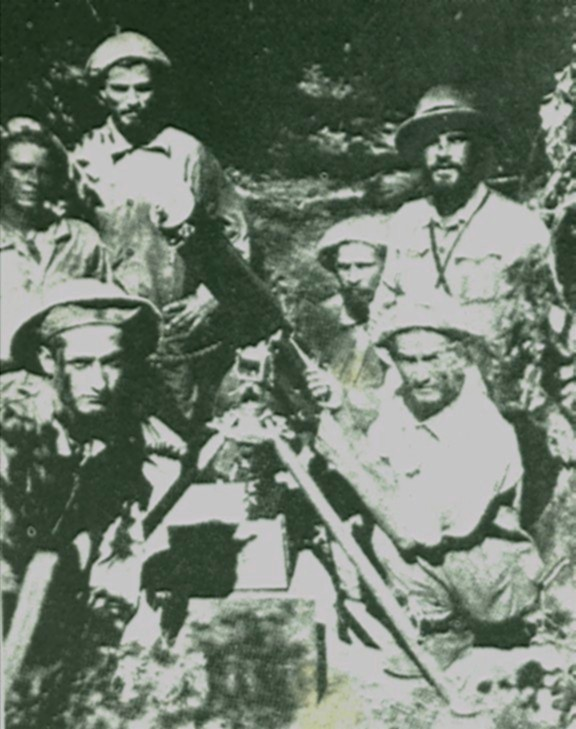
Soldats paraguaians amb una metralladora

Les defenses de Nanawa s'havien preparat amb temps i responien als requeriments vigents en aquella època i en molts casos tenia semblances amb els empleats pels bolivians a Boquerón. Encara que els bolivians van utilitzar la força aèria i tancs com a suport proper i comptaven, a més, amb una enorme superioritat en artilleria, els atacs frontals no van ser tan reeixits com durant la Gran Guerra perquè aquests requereixen una coordinació molt precisa entre avions, artilleria i tancs amb la infanteria que avança, capacitat tècnica de què mancaven els oficials i soldats bolivians.
Els atacants van aconseguir conquerir, amb gran heroisme i un gran nombre de baixes, algunes línies de la defensa. Van aconseguir penetrar a certs sectors dins del sistema defensiu però, esgotats per l'esforç realitzat, van ser rebutjats pel contraatac de les forces de reserva.
L'atac bolivià va fracassar amb més de dos mil bolivians morts i molts ferits en comparació amb les 159 baixes i 400 ferits paraguaians, proporció que era d'esperar en un atac d'aquest tipus. Va ser la primera derrota de Kundt i li va permetre a Salamanca de reprendre la seva crítica contra el comandament bolivià, indicant ara que les operacions s'havien de fer economitzant homes, la qual cosa introduïa una perillosa restricció en matèria de conducció de la guerra. Ja a partir de juny de 1933, a conseqüència de les intrigues entre els oficials superiors bolivians sota el seu comandament, Kundt estava pensant de deixar el seu lloc, però tot just arribat el setembre, va posar a disposició de Salamanca la seva renúncia, la qual no va ser acceptada.

## Segona ofensiva paraguaiana: agost 1933 - desembre 1933)

### Els setges de Campo Grande i de Pozo Favorito
L'atac a Nanawa va obligar el comandament bolivià a debilitar el sector avançat d'Alihuatá, on van quedar només tres unitats amb un tènue enllaç entre elles: el regiment Ballivían a Campo Grand, a l'esquerra d'Alihuatá; El regiment Chacaltaya, en el centre del camí Alihuatá-Arce; i una petita companyia del regiment Junin, en Pozo Favorito. Les patrulles paraguaianes van detectar ràpidament zones sense un acurat control bolivià, raó per la qual Estigarribia va ordenar que la Setena Divisió realitzés tres moviments de setege separats, un contra el regiment Ballivían, que seria el principal, i els altres dos, amb unitats menors, sobre el regiment Chacaltaya i la companyia del regiment Junín.
La batalla de Campo Grande va durar diversos dies. Les unitats bolivianes van fer desesperats esforços per sortir dels setges. Els regiments bolivians Loa i Ayacucho, que es trobaven a Nanawa, van anar a ajudar-los, però el Loa també va caure al setge i l'Ayacucho no va poder alterar la situació. Tant Kundt com Banzer van apreciar erròniament la direcció principal de l'atac paraguaià.
Després de dies de sofriment per la falta d'aigua i la fustigació de l'enemic, els regiments Ballivían i Loa van capitular. Un total de 509 soldats, amb 2 caps, 11 oficials, 3 metges i 10 sotsoficials es van rendir. En l'altre extrem la companyia del regiment Junín també es va rendir. En el centre el regiment Chacaltaya havia de córrer la mateixa sort, però l'aparició oportuna dels regiments Lanza i Campero, després de durs combats, li van obrir una bretxa per on va poder escapar.
Aquestes tres maniobres contra els regiments que defensaven el sector avançat d'Alihuatá va ser el primer símptoma del canvi d'estratègia que estava adoptant l'exèrcit paraguaià i un assaig en miniatura del que vindria després.

### Una batalla model: Alihuata-Campo Vía 23 octubre a 11 desembre de 1933

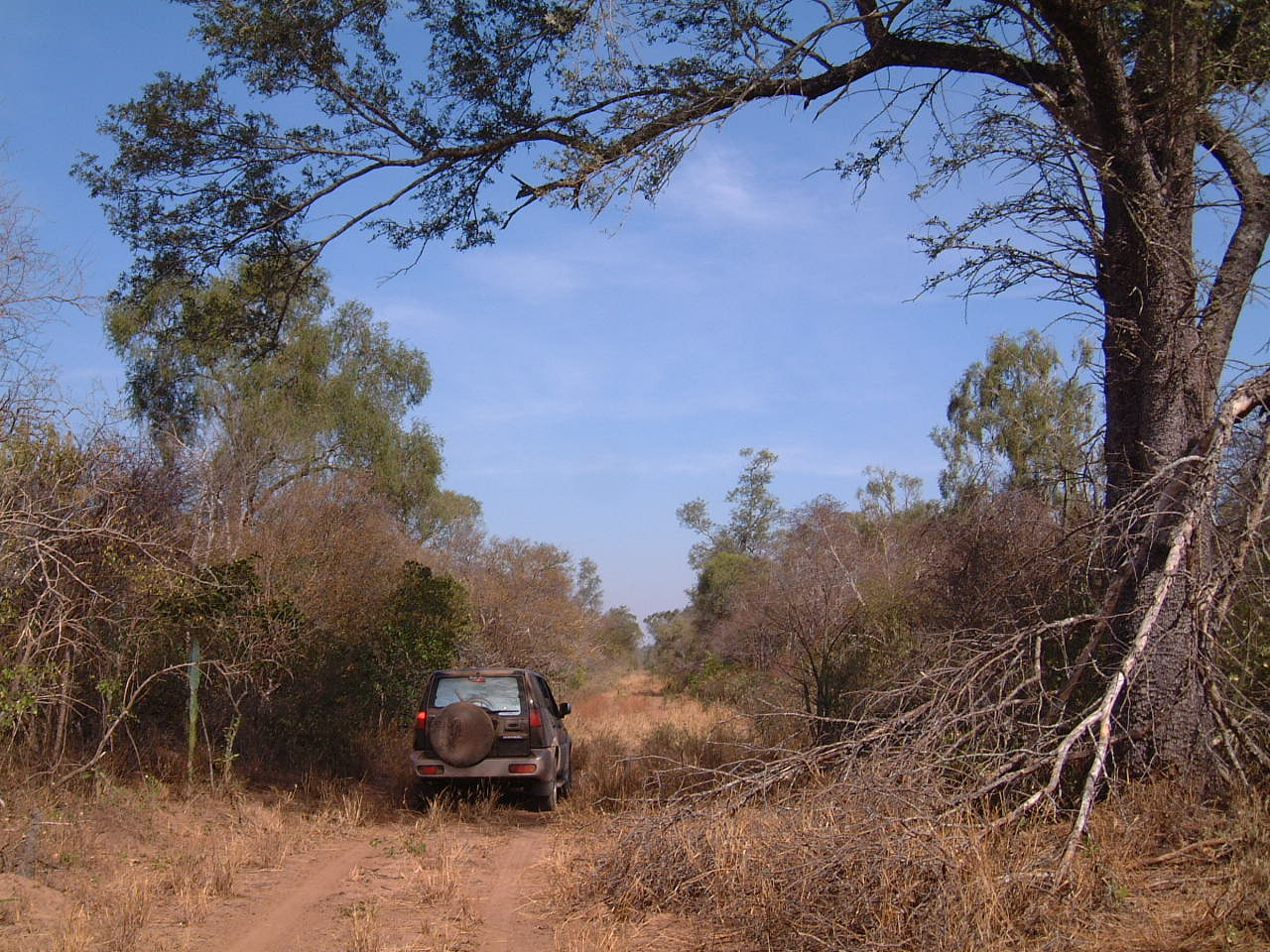
Paisatge del Chaco a l'època seca

El president Daniel Salamanca recomanà que no es repetissin intents costosos en vides com el de Nanawa, preferia una estratègia defensiva, amb el menor cost possible en vides i materials, que desgastés l'enemic fins a obligar-lo a arribar en un tractat de pau raonable. Salamanca ja no pensava, com un any abans, arribar fins a Asunción, la capital paraguaiana, per firmar la pau.
Mentre el president de Bolívia retreia indirectament al general Kundt, una part del fracàs a Nanawa, per l'altre costat, el president paraguaià Eusebio Ayala viatjava des d'Asunción fins al lloc de comandament del coronel Estigarribia en Isla Poi per ascendir-lo al rang de general. En aquesta reunió va autoritzar la posada en marxa del Pla d'Operacions que li va presentar Estigarribia contra els bolivians ubicats en Zenteno-Alihuatá, i es va comprometre a enviar tots els recursos que el Paraguai pogués disposar.

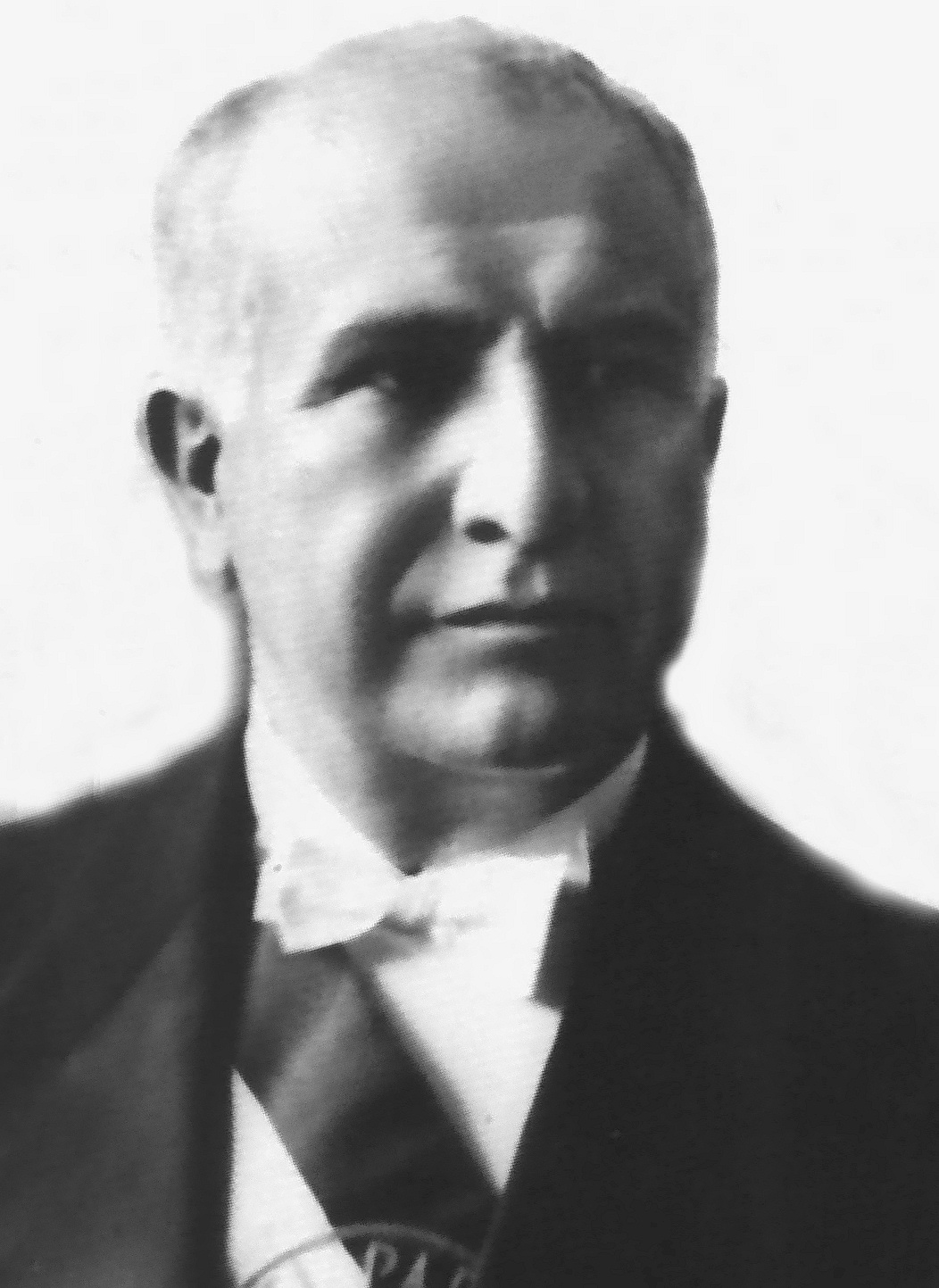
Eusebio Ayala, President del Paraguai en el moment de la Guerra del Chaco

Estigarribia, actuant ara ja com a general, volia tornar novament a l'ofensiva, i l'atac a la Novena divisió boliviana era la lògica seqüela dels triomfs paraguaians a Campo Grande i Pozo Favorito. El dia 23 d'octubre, els paraguaians van iniciar una sèrie d'atacs contra aquesta Divisió, d'acord amb la primera fase del pla que era empènyer-la a les seves línies principals.
Un cop aturades les posicions dels defensors bolivians d'Alihuatá es va passar a la segona fase: envoltar el seu flanc esquerre, una maniobra que va estar a càrrec de la Setena Divisió paraguaiana. El 3 de desembre de 1933 l'avantguarda d'aquesta divisió va arribar fins a les vores del Camp 31, tallant el camí Saavedra-Alihuatá amb la qual cosa la Novena divisió boliviana quedava en perill de ser copada. Altres forces van tallar una segona ruta més llarga cap al mateix lloc. Sense cap possibilitat de rebre nous reforços per evitar el setge, Banzer va decidir replegar la Novena divisió per una tercera ruta que encara quedava lliure. El fortí Alihuatá va ser evacuat, i els 7.000 homes de la Novena Divisió van abandonar les seves posicions cap a un costat, en direcció a la Quarta divisió que combatia a Gondra.
El que el Coronel Carlos Banzer desconeixia era que el front de la Quarta divisió havia estat trencat per un atac sorpresa realitzat pel coronel Franco, i que s'estava replegant cap a la mateixa zona on convergia la Novena divisió.
Aquestes dues tenalles, que envoltaven a dues divisions bolivianes, constitueixen la maniobra militar més recordada de la guerra del Chaco.

### Rendició a Campo Via

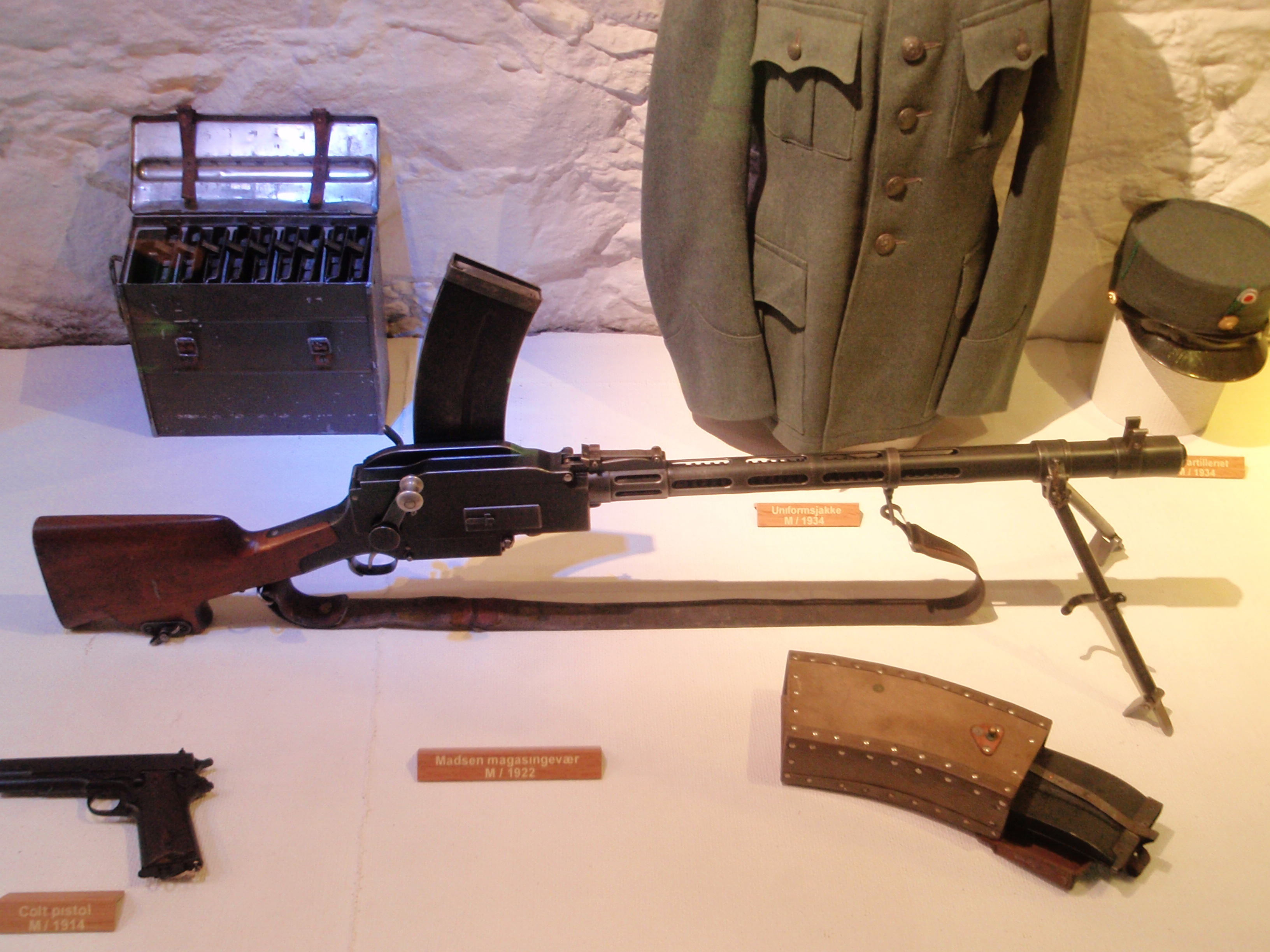
Metralladora Madsen, del mateix tipus que les utilitzades per l'exèrcit paraguaià durant la Guerra del Chaco

La Novena i Quarta divisions bolivianes es van trobar a Campo Via. La ruptura del front de la Quarta divisió a Gondra per les tropes paraguaianes de la Primera divisió van ajudar a tancar el setge de les dues divisions bolivianes, el gruix del seu exèrcit en el Chaco. El 10 de desembre es va completar l'anell. Tota l'ofensiva paraguaiana va ser una sorpresa i el General Kundt va reaccionar lentament a la crisi que es desenvolupava. Els seus pilots l'informaven sobre la importància i ubicació de les tropes enemigues però Kundt els va rebutjar per alarmistes i incorrectes, ja que estava convençut que l'exèrcit paraguaià no estava capacitat per dur a terme operacions coordinades en un front tan ampli. També és cert que moltes de les seves ordres, que eren correctes per sortir de la crisi, no van ser o no van poder ser complertes pels seus subordinats.
El 10 de desembre els bolivians van dur a terme un desesperat contraatac per intentar salvar algunes de les forces aïllades, però el suport aeri va ser coordinat deficientment, i moltes de les bombes del Cos Aeri van caure sobre les seves pròpies unitats. Solament el regiment Lanza, en una lluita ferotge i amb grans pèrdues, va aconseguir trencar el setge i escapar amb altres petites unitats. L'11 de desembre, dues divisions bolivianes, sense cap opció, van haver de rendir-se.
Era el desastre militar més gran de Bolívia: 2.600 soldats havien mort i aproximadament 7.500 van caure presoners. D'una sola tacada, més de dos terços de les forces de combat bolivianes en el Chaco havien estat destruïdes. Només 1.500 homes van escapar de la zona aïllada. Hans Kundt va ser destituït com a comandant en cap de les forces de Bolívia i substituït per Enrique Peñaranda, a causa de les seves recents accions en ajudar a escapar a altres unitats bolivianes assetjades a la rereguarda i en altres zones del conflicte.
La resta de l'exèrcit bolivià es va retirar ràpidament. La rendició de Campo Via va proporcionar als paraguaians 8000 fusells, 536 metralladores, 25 morters i 20 peces d'artilleria, molts camions, així com una gran quantitat de municions. Per a un país d'escassos recursos com el Paraguai l'armament capturat li va permetre prosseguir la guerra fins al final.
Va quedar demostrada la capacitat que havia adquirit l'exèrcit paraguaià, després de més d'un any de permanents combats, per planificar i dur a terme ràpidament, en ple estiu, una maniobra complexa per la gran quantitat de recursos compromesos, la qual cosa va sorprendre totalment el comandament bolivià.

## Un armistici de vint dies
Amb la derrota soferta a Alihuatá i Campo Via, a l'exèrcit bolivià només li va quedar la Setena divisió, apostada davant de Nanawa, la qual va haver de retirar-se ràpidament cap a Saavedra. La proposta del coronel Franco d'utilitzar tots els camions disponibles per avançar ràpidamente cap a Ballivian-Villa Montes i acabar amb la resta de l'exèrcit bolivià no va prosperar. El president Eusebio Ayala va creure que havia guanyat la guerra i que Bolívia, sense exèrcit, no tenia cap altra opció que capitular i per sol·licitar la pau i per donar temps a la diplomàcia va proposar un armistici que el govern bolivià va acceptar tot seguit.
L'armistici només va tenir una durada de 20 dies, des del 19 de desembre de 1933 al 6 de gener de 1934 i va afavorir, de totes totes, Bolívia.

## Tercera ofensiva paraguaiana - Gener 1934 a juny de 1935

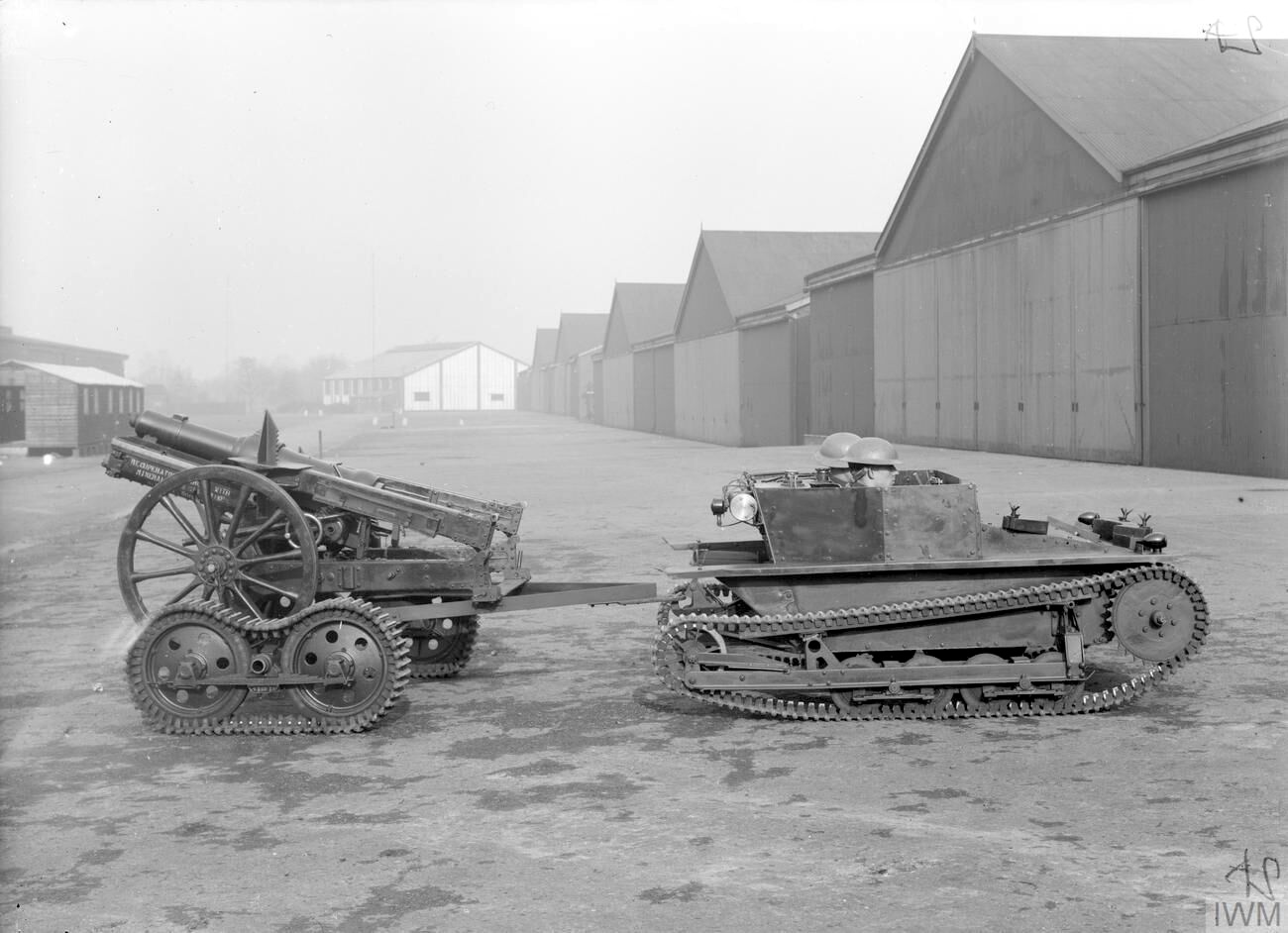
Tanqueta Carden Loyd, com les utilitzades per l'exèrcit de Bolívia durant la Guerra del Chaco

### Creació del Segon exèrcit bolivià
El primer any, Bolívia havia mobilitzat a la joventut de 20 a 30 anys. Ara va mobilitzar els de 30 a 40 anys que en ser casats i tenir família deixaven aquestes en condicions precàries, la qual cosa feia que el seu sacrifici fos major. Durant el primer any i mig de guerra, Bolívia havia mobilitzat 77.000 homes dels quals sol quedaven 7.000 en el Chaco (La Setena divisió). De la resta: 16.000 havien mort; 32.000 van anar evacuats per ferides o per malalties com la malària; 10.000 van caure presoners; i 6.000 havien desertat. La gran quantitat de desertors mostra que la guerra no era popular ni compresa pel poble bolivià. Molts soldats que veien com les terres de les seves comunitats eren expropiades pels terratinents bolivians (la qual cosa donava lloc a aixecaments camperols) ara havien d'anar a lluitar per un desert inhòspit i estèril.
Estigarribia queda sorprès, Bolívia, després de sofrir derrotes aclaparadores, recobrava la seva vitalitat i continuava lluitant amb exasperant tenacitat. El país encara tenia els recursos per a això, una cosa de la qual el Paraguai certament mancava, però aquest ho compensava amb el patriotisme i amb algun contingent nou, vingut des d'Asunción.
Quan l'armistici va caducar, l'exèrcit bolivià havia recuperat la seva estructura, comptava novament amb dos Cossos de l'Exèrcit, formats per dues divisions cada una, cada divisió composta de tres regiments, un grup d'artilleria i un grup de morters. El Primer Cos amb els regiments Pérez, Sucre i Murguía, van formar de nou la Quarta división, i el Campero, Florida i Colorados constituïen la Setena divisió, amb el regiment Castrillo de reserva. El Segon Cos comptava amb la Tercera divisió, composta pels regiments Jordán, Loa i Santa Cruz, i la Vuitena divisió formada pels regiments Campos, Ayacucho i Chorolque amb l'Ingavi com a reserva. Els regiments Abaroa, Aroma i Lanza constituïen la reserva immediata a les ordres del Comandament Superior. El regiment Montes tornava a estar aquarterada a la regió de Carandaity, composta per un total de 18 regiments, amb un total d'efectius superior a les forces que Kundt va comandar un any abans. Però aquesta enorme estructura tenia dos greus inconvenients: 
- Els soldats no tenien experiència bèl·lica i la seva moral i motivació eren baixes. A la seva llibreta de guerra, el soldat Severino Menduina del R.I. 12 Florida es queixa de la mala alimentacio, del temor a la selva i dels afusellaments de desertors que els soldats estan obligats a presenciar;

- El quadre d'oficials estava tan esclarissat que es va haver de lliurar el comandament de la majoria dels regiments a capitans i majors amb poca experiència o es va haver de contractar directament estrangers, especialment xilens, que van ingressar en grups a mitjans i finals de 1934. Mentre l'exèrcit bolivià allistava estudiants com a soldats, el seu equivalent paraguaià els preparava per a oficials. Sol atribuir-se la poca capacitació i quantitat d'oficials a l'estructura de la societat boliviana, a l'elitisme i al racisme.

### Es reprèn la lluita amb l'avenç de l'exèrcit paraguaià

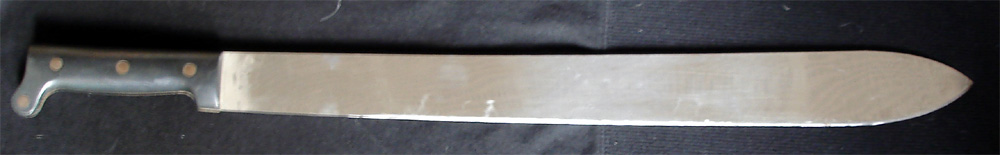
El matxet substitueix el sabre en la cavalleria paraguaiana

Mentre l'exèrcit paraguaià avançava pel Chaco, capturant els fortins bolivians Platanillos, Loa, Esteros, Jayucubás i Muñoz, l'exèrcit bolivià, en actitud defensiva, va intentar crear diverses línies de contenció.
Els bolivians van tractar de frenar l'ofensiva paraguaiana primerament en la Línia Margariños-La china però van ser vençuts, per la qual cosa van haver de retrocedir i formar-ne una nova en Campo Jurado. Es va organitzar novament a la Novena divisió, però el Tercer Cos a càrrec del tinent coronel Rafael Franco,li va infligir una dura derrota a Cañada Tarija, la qual cosa va obligar l'exèrcit bolivià a retrocedir novament cap a una nova línia a pocs quilòmetres de l'estratègic Fortí Ballivían.

### La batalla de Cañada Tarija
El mes de març (1934), l'exèrcit paraguaià va iniciar l'avenç cap al nord-oest i assolí una línia que anava de Ballivián, sobre el riu Pilcomayo, fins a Canal Tarija, en les proximitats de Picuiba. La VI Divisió paraguaiana, comandada pel tinent coronel Federico W. Smith, va interceptar en Canal Tarija a les forces bolivianes, capturant 1.000 presoners, armament i al seu cap, el tinent coronel Ángel Bavía, que va intentar suïcidar-se (va ser portat en estat greu al campament paraguaià, on va morir poc després). Abans d'acabar el mes de març va caure Garrapatal a les mans de les forces paraguaianes, les quals van ser concentrades per ordre d'Estigarribia sobre el riu Pilcomayo.

### Batalla de Cañada Strongest

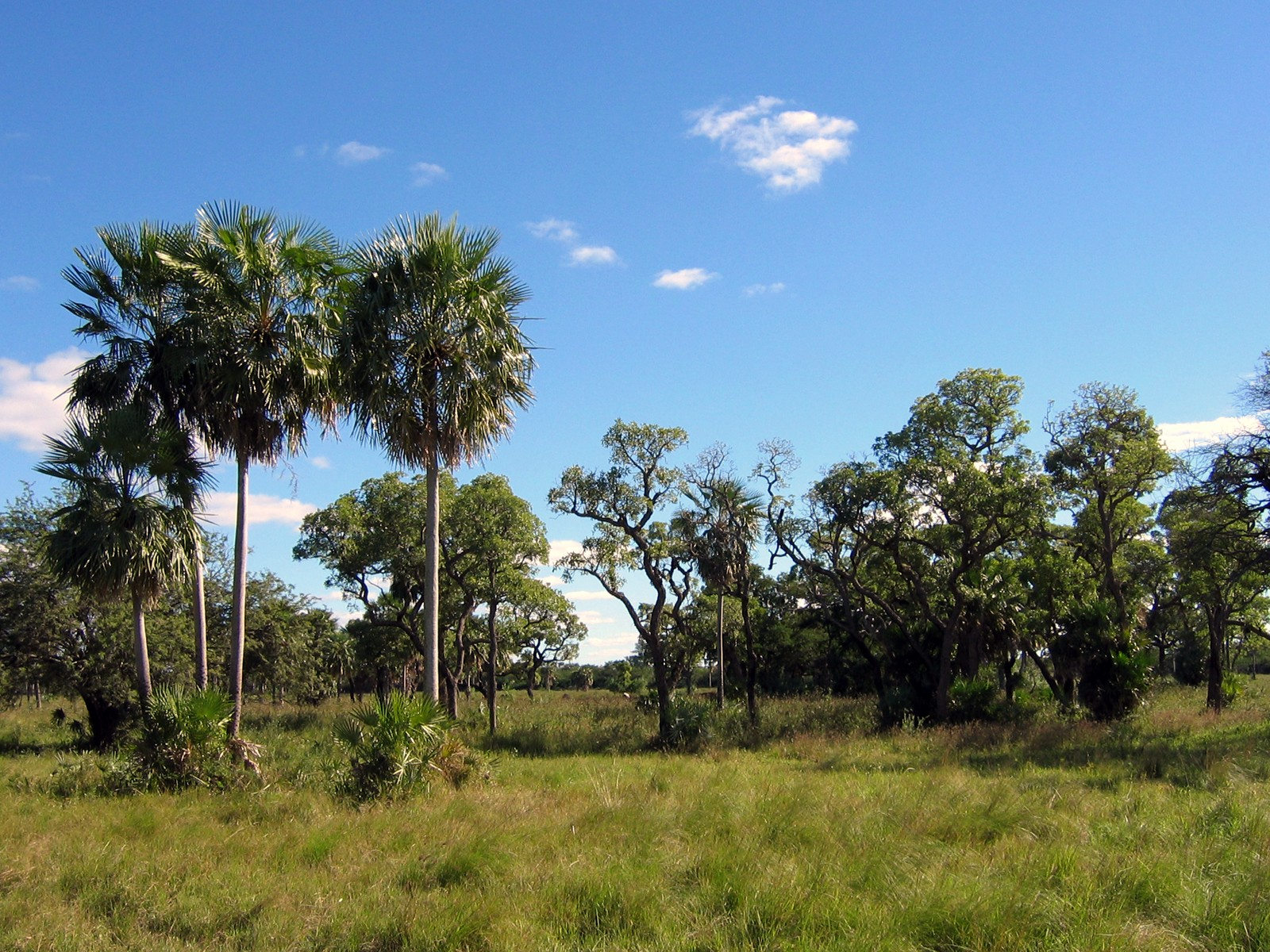
Paisatge del Chaco

La nova línia defensiva boliviana tenia una gran debilitat a l'espai obert entre els dos cossos d'exèrcit que defensaven Ballivían. El comandament paraguaià va decidir penetrar-hi fins a assolir el riu Pilcomayo i obligar el Primer Cos que defensava Ballivían a rendir-se, però l'aviació boliviana va descobrir la tala que obrien els paraguaians al bosc a les nits. El coronel Àngel Rodríguez, va decidir deixar que els paraguaians avancessin per poder envolar-los mitjançant una maniobra concèntrica que ajuntés a la seva esquena a regiments del Primer i Segon Cos, sortits dels seus respectius sectors.
Els 9 regiments i l'artilleria que componien el Primer Cos paraguaià van avançar pel clar existent entre els cossos d'exèrcit enemics, sense sospitar que es ficaven en una trampa. El regiment Lanza, que encapçalava l'acció de la novena divisió, va començar la maniobra, però en el seu avenç va ensopegar amb un batalló de 200 homes del regiment paraguaià Mariscal Lopéz i sense necessitat va perdre diversos dies en capturar-lo. A aquesta demora es van afegir la dels regiments Jordán i Loa del Segon Cos a causa de l'espessor del bosc que travessaven.
Perdut l'efecte sorpresa, els regiments paraguaians, en sentir moviments de l'enemic a la seva rereguarda, van buscar immediatament el seu alliberament. Algunes unitats van aconseguir sortir per zones encara no controlades i d'altres es van obrir pas per la força. Aquesta va ser l'anomenada batalla de Cañada Strongest, encara que la localització del setge es va ubicar a Cañada Esperanza. El combat va tenir lloc des del 18 al 25 de maig de 1934. El seu resultat va ser una victòria parcial de l'exèrcit bolivià, ja que només va aconseguir prendre com a presoners a 67 oficials i 1.389 soldats dels regiments Sauce, Capitán Bado i Mariscal López. Els bolivians van capturar fusells, metralladores, tres morters i deu camions, en la seva majoria d'origen bolivià.
Si bé la batalla de Cañada Strongest no va tenir l'èxit que es buscava (la derrota de tot un Cos d'Exèrcit enemic), el seu resultat parcial va tonificar la moral del comandament, combatents i població del país. De tota manera l'exèrcit bolivià va haver de continuar amb la seva retirada.

### La campanya de Carandaity i l'avenç cap a la zona petrolífera boliviana
Malgrat l'ensopegada soferta a Canal Strongest, el comandament paraguaià va insistir en el seu intent d'ocupar Ballivían, a la defensa del qual el comandament bolivià, com sempre, li donava gran importància, donat que preveia que la seva caiguda seria un altre cop més a la fràgil confiança que, en la seva capacitat, tenien el govern i el poble bolivians.

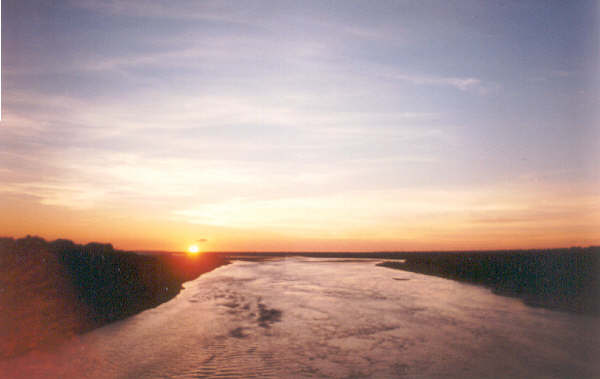
Albada sobre el riu Parapetí

A tal efecte Estigarribia va executar dues noves maniobres de penetració cap al riu Pilcomayo, més al nord d'aquell fortí. En no aconseguir-ho i per distreure l'atenció de l'enemic, va mobilitzar al Segon Cos d'Exèrcit al sector de Carandaity, amb l'objectiu d'aproximar-se al riu Parapití i a la zona petrolífera de Bolívia. Aquesta maniobra de llarg abast i realitzada a gran velocitat, tal com acostumava a actuar el coronel Franco, va causar una gran consternació a Bolívia. Daniel Salamanca va viatjar amb urgència al Chaco i va instar els caps a buscar la manera de conjurar aquest perill.

### Creació del Cos de Caballeria del coronel Toro

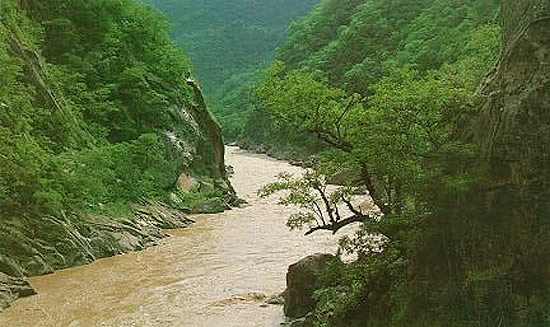
Riu Pilcomayo

Es va organitzar l'anomenat Cos de Cavalleria (encara que amb pocs elements muntats), integrat pels millors regiments, comandats pel coronel José David Toro. Aquest Cos va maniobrar contra la Sisena divisió paraguaiana mobilitzada en aquest sector. Va intentar copar-la tres vegades, a les accions de Carandaity, Campo de Algodón i La Rosa, en què els paraguaians van aconseguir esquivar els setges i es van obrir pas combatent, amb escassa pèrdua d'homes i materials. La missió estratègica de II Cos d'Exèrcit era ara distreure el coronel Toro, tot allunyant-lo de les operacions de segte i aniquilament que funcionaven sobre les divisions bolivianes a El Carmen. El coronel Toro s'enfrontava a l'oficial més hàbil i impredictible de l'exèrcit paraguaià, el coronel Rafael Franco, el mateix que, per pròpia iniciativa, havia tancat de manera sorpresiva la ruta de fugida de dues divisions bolivianes en Campo Vía. El més important de la lluita en aquest sector, durant el mes de setembre de 1934, va ser l'avenç del Cos de Cavalleria fins al Fortí Picuiba, que quedava a l'esquena de les forces paraguaianes que duien a terme accions contra el Primer Cos bolivià.

### Setge i aniquilament de dues divisions bolivianes en El Carmen (16 de novembrede1934)
El novembre, l'exèrcit paraguaià, amb tres divisions, va envoltar a una divisió boliviana que es trobava defensant el lloc denominat El Carmen. Mentre una la va atacar frontalment i la va deixar immòbil en la seva posició, les altres dues van avançar pels costats del seu objectiu, fins a unir-se a la seva rereguarda. Estigarribia va augmentar la seva victòria assetjant també a una altra divisió boliviana que va acudir en socors de la primera. En la seva llarga lluita contra el que considerava com una ineptitud crònica dels comandants bolivians, el president Salamanca va començar a buscar algú que reemplacés Enrique Peñaranda.
El 16 de novembre de 1934, 4.800 homes assetjats per la pressió enemiga, la calor i la set, van començar a rendir-se. Alguns grups van aconseguir escapar internant-se al bosc. L'acció li va costar a l'exèrcit bolivià 4.000 homes, dels quals una meitat va caure presonera i l'altra va sucumbir a la set i a la metralla.

### Persecució pel desert
El coronel José David Toro, després de superar Carandaity i els fortins 27 de novembre, Algodonal, La Rosa, i un cop recapturat Picuiba, va continuar la persecució de les forces de Franco. Segons el seu parer, una vegada destruït el Segon Cos enemic s'estava "en situació de copar el gruix de l'exèrcit paraguaià que operava contra Villamontes a l'oest, aïllant-lo de les seves principals bases, o obligant-lo, si més no, a efectuar una desordenada retirada cap al sud-est, la qual cosa li ocasionaria les conseqüències més greus". La realitat era que, a mesura que avançava per una zona desèrtica, en ple estiu, lluitant contra un enemic que permanentment es detenia, l'enfrontava, es deixava envoltar i després escapava, estirava la seva línia d'aprovisionament (d'aigua principalment), la seva seguretat es feia cada vegada més feble i els soldats s'anaven esgotant físicament i moral.

### Maniobra de Yrendagüe i col·lapse del Cos de Cavalleria del coronel Toro -5 al 8 desembre de 1934

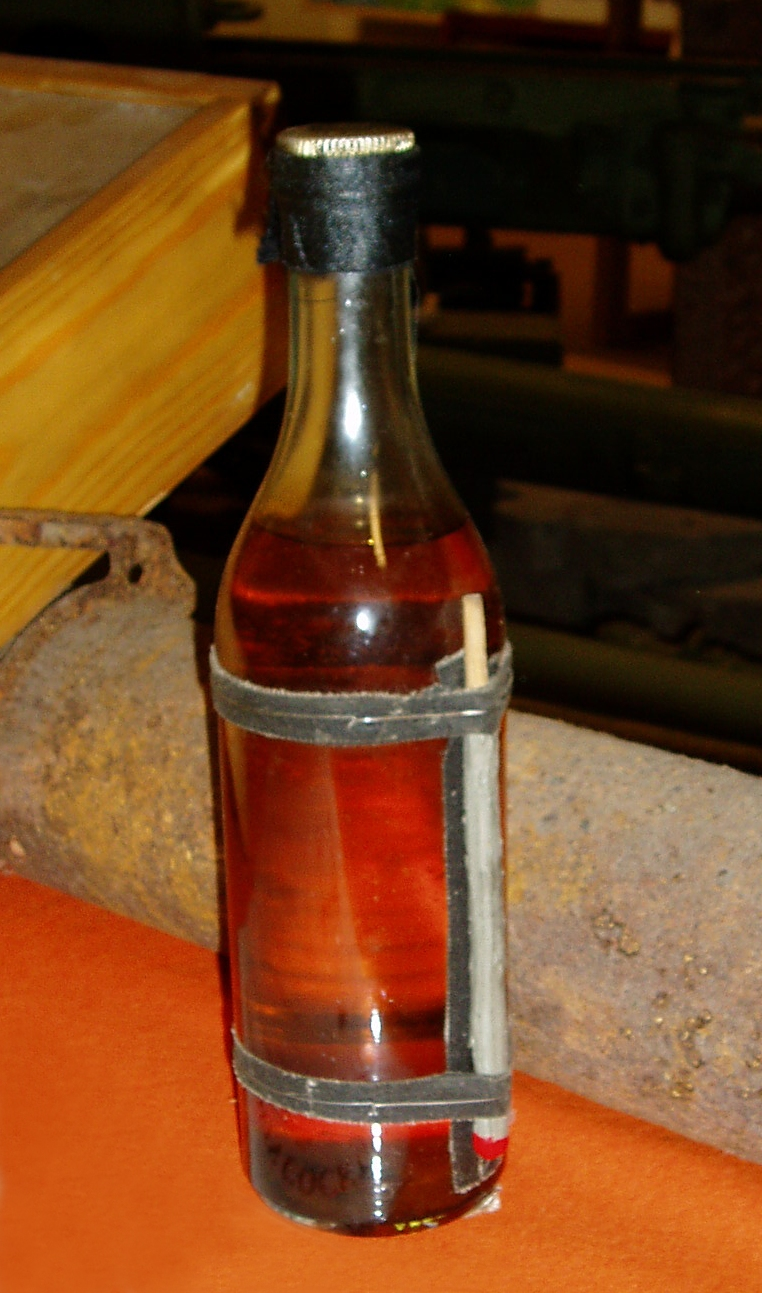
Còctel molotov que al Chaco rebia el simple nom de granada casolana

El 9 de novembre de 1934, els bolivians van desallotjar els paraguaians del fortí Yrendagüe, únic lloc on es va trobar aigua dolça al Chaco. El Segon Cos, reduït a no pas més de 3.500 soldats, la missió dels quals era atreure el coronel José David Toro i les seves poderoses forces, per tal d'allunyar-lo de la zona d'El Carmen, va continuar la seva retirada.
El 16 de novembre va culminar finalment la batalla d'El Carmen amb la rendició de dues divisions bolivianes, per la qual cosa la resta de les forces bolivianes en aquest sector es van retirar a Villa Montes. Tanmateix, cap a l'est, el coronel. Toro va continuar pressionant Franco, tot preparant-se per ocupar La Faye i destruir al Segon Cos. Després de la victòria a El Carmen, el general Estigarribia va tornar la 8a Divisió al Segon Cos, per la qual cosa ara Franco disposava de 5.500 homes. Fins i tot amb la incorporació d'aquesta Divisió, la situació del coronel Franco era compromesa, donat que, si perdia La Faye, s'exposava a la destrucció total. Davant d'aquesta situació va idear un pla sorprenent, atès que es pensava que era gairebé impossible de dur a terme: enviar a la 8a Divisió a través de 70 km de desert, al ple estiu, amb més de 45 graus de calor a l'ombra, obrint-se pas per una muntanya tancada per no ser descoberta per les patrulles i aviació enemiga i apoderar-se per sorpresa dels pous de Yrendague i deixar sense aigua a tot el Cos de Caballeria bolivià en ple desert. La 8a Divisió, conduïda pel coronel Garay, va iniciar la seva marxa el dia 5 de desembre i malgrat que cada soldat portava el doble de ració d'aigua, a causa de l'excessiva calor, es va consumir més del compte, per la qual cosa el dia 6 es va haver de detenir la marxa per aprovisionar-se del vital element. El cnel Franco va ordenar continuar avançant a qualsevol preu. La columna, amb gran part dels seus homes al caire de la deshidratació va reiniciar la seva marxa. Tanmateix, per pur atzar, aquesta demora va evitar que la 8a Divisió xoqués en la seva marxa amb la 7a Division boliviana i que aquesta descobrís la maniobra fent-la fracassar. El dia 7, les tropes extenuades van seguir la seva marxa sense trobar forces bolivianes, senyal que ignoraven que, a la seva rereguarda, a més de 120 km, es movia tota una divisió paraguaiana, en direcció als pous de Yrendagué. Aquest mateix dia es van capturar tots els subministraments sanitaris del Cos de Cavalleria de Toro i, l'endemà, es va prendre el fortí i els pous. Sense aigua, les forces bolivianes es van desintegrar. Molts soldats van salvar les seves vides lliurant-se. Milers van intentar fugir i van morir de set, escampats sense rumb pel desert. Dels 12.000 homes que formaven el seu exèrcit, Bolívia va perdre el 50% dels soldats i el 60% de l'armament. Va ser una de les batalles més cruels de la guerra i va produir una profunda impressió al poble bolivià, quan es van assabentar del patiment dels soldats.

## Revolta i enderrocament del president Salamanaca

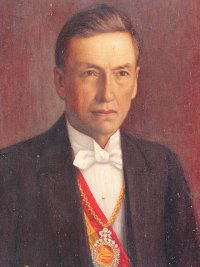
El president de Bolívia Daniel Salamanca

El Desastre de El Carmen va obligar l'exèrcit bolivià a abandonar Ballivíán (la defensa del qual havia estat objectiu prioritari de l'exèrcit), i es va atrinxerar a pocs quilòmetres de Villa Montes, cor de l'activitat bèl·lica en el Chaco. Amb Ballivían abandonat i les forces paraguaianes apropant-se a Villa Montes, el president Daniel Salamanca va decidir viatjar en persona a aquesta localitat per destituir el Enrique Peñaranda i reemplaçar-lo pel general José L. Lanza al comandament de l'exèrcit. La relació amb Peîaranda va ser sempre aspra, gairebé propera a la insubordinació. En un radiograma a Peñaranda, després de la retirada de Ballivian i derrota d'El Carmen, Salamanca li diu: "Faig saber-los a vostès que el poble ja no té confiança en la perícia del comandament". La resposta de Peñaranda no és menys violenta: "Aquí en la línia es pensa el mateix del seu govern i no per això ens alarmem". Va ser un error estratègic de Salamanca, en la seva llarga lluita contra el comandament bolivià, abandonar La Paz. El 23 de novembre de 1934, sis dies després de la capitulació de dues divisions bolivianes a El Carmen, sectors polititzats de les forces bolivianes lleials a Peñaranda (i al coronel Toro), es van resistir a aquesta ordre presidencial i, traient algunes tropes del front, van envoltar l'allotjament del president, van situar metralladores als massisos propers per evitar qualsevol fuga, el van arrestar i el van obligar a renunciar al seu càrrec. Es va demanar al vicepresident Tejada Sorzano que assumís la primera magistratura.

## Constitució del Tercer exèrcit bolivià i batalles finals

### Batalla de Ybybobó
Amb el seu centre destrossat (derrota de El Carmen -16/11/1934) i la seva ala esquerra greument feta malbé (derrota a Irendague -8/12/1934), l'exèrcit bolivià estava en la seva pitjor situació des del començament de la guerra. Malgrat la superioritat numèrica i de mitjans, els bolivians no havien realitzat ni la millor estratègia ni plantejat la millor batalla. Semblava difícil que les coses poguessin anar pitjor.
Després d'El Carmen i l'abandonament de Ballivían, el Primer Cos bolivià, (Divs. 4a i 9a), comandades pel coronel Enrique Frías, va ser empès cap a Ybybobó, uns 70 km a l'est d'El Carmen, on va establir una nova línia defensiva. A Ybybobó comencen els primers contraforts andins, i era un lloc on els bolivians pensaven detenir els paraguaians, d'una vegada per totes.
La 4a. Divisió va ocupar el marge sud-est del riu Pilcomayo, des d'Orbigny, a la frontera amb Argentina, fins a Caballo Nambi, on el flanc esquerre era una amenaça contra qualsevol possible avenç paraguaià cap al Nord. La 9a Divisió ho va fer mirant cap a l'est, amb la seva dreta recolzada en el riu Pilcomayo i la seva línia corrent en direcció nord-est fins a unir-se amb la 8a Divisió del Segon Cos d'exèrcit. Els 2.500 homes de la 9a Divisió, sota el comandament del coronel Jenaro Blacutt, protegien un front de 18 quilòmetres, amb espais buits coberts per fortes patrulles de combat.

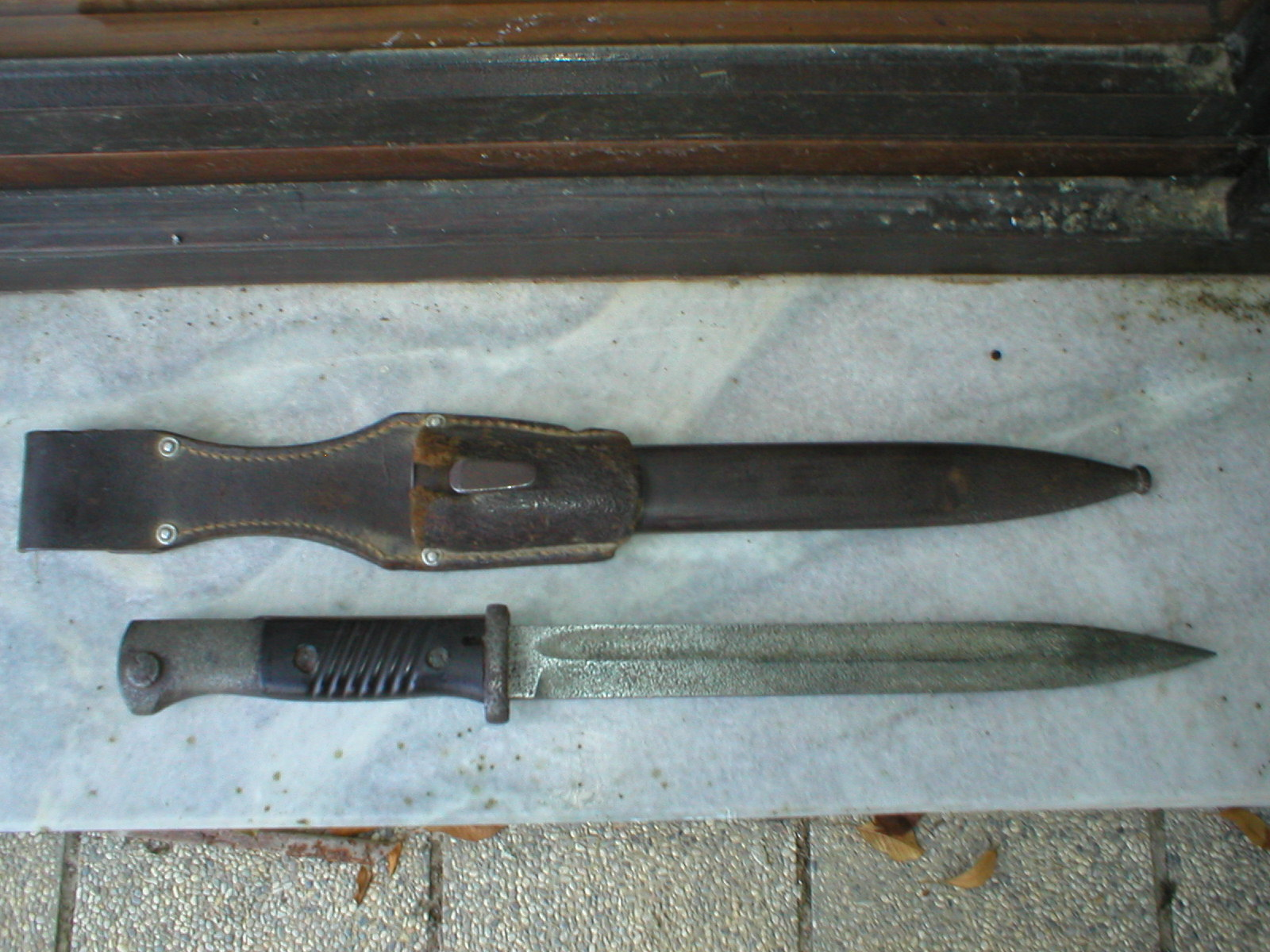
Baionetes Mauser, utilitzades per les tropes paraguaianes

Durant la segona meitat de desembre, mentre el que quedava del Cos de Cavalleria bolivià es retirava cap al riu Parapití, el 3r Cos paraguaià va descobrir una bretxa de 8 quilòmetres entre la 8a i la 9a Divisió i va començar a construir una senda cap a la rereguarda d'aquesta última. Encara que l'aviació boliviana va descobrir diversos punts d'aquest sender, tots els reforços van ser enviats al centre i a l'ala dreta de la 9a Divisió, raó per la qual Blacutt no tenia homes per fer front a aquesta nova amenaça. De tota manera, el comando bolivià va assumir que, donades les característiques del terreny, era difícil que els paraguaians realitzessin una seriosa maniobra ofensiva en aquell lloc.
El coronel Nicolás Delgado, comandant del 3r Cos, pensava d'una altra manera. Va designar el major Alfredo Ramos de la 2a Divisió de Cavalleria, perquè realitzés aquesta operació. Aquesta Divisió incloïa els regiments de cavalleria 4t i 5è, i els combatius regiments d'infanteria 7è i 13è, tots veterans de Nanawa, amb un total de 2.400 soldats. L'atac va ser fixat per al dia 27 de desembre a la nit, amb el Major Leandro González del RC 5 al capdavant, seguit pel Major Jorge Buttlerof del RC 4 i els dos regiments d'infanteria. La resta del 3r Cos, uns 1.300 homes, composta per RC 6 i RC 10, junt amb un esquadró de reconeixement de la 5a Divisió, van ser destinats a exercir pressió sobre la 9a Divisió boliviana.
L'atac va començar a les 04:00 del dia 28 de desembre, aprofitant una llampegant tempesta que va ajudar el RC5 a sorprendre tàcticament l'enemic i penetrar diversos quilòmetres amb rumb al Pilcomayo, a la rereguarda de la 9a Divisió, i tallar la seva retirada. La sorpresa va produir una verdadera paràlisi del comandament bolivià. Es va perdre tot contacte amb el coronel Frías i altres caps, per la qual cosa les forces no es van moure de les seves trinxeres mentre eren envoltades per l'enemic. Pels volts de les 17:00 hores, aquests havien assolit el Pilcomayo i tenien envoltat el RC 8, la major part del RI 2, una part del grup d'artilleria de la 9a Divisió i un esquadró de reconeixement bolivians. El caos en les línies bolivianes va continuar fins al dia 31, la qual cosa va permetre als paraguaians d'augmentar la seva penetració i envoltar la resta del RI 2 bolivià.
Va resultar evident, per a les tropes assetjades, que qualsevol possibilitat de fugida havia de partir d'ells mateixos. En el moment del pànic inicial, centenars de soldats van fugir tirant-se a les aigües fangoses del Pilcomayo, per tal d'arribar fins a les línies de la 4a Divisió. Pel seu compte, el capità Ernesto Wende del RC 8 bolivià, va organitzar un intent de ruptura i va aconseguir sortir del setge amb 280 soldats. Elements del RI 2 van intentar fer el mateix, però la falta de coordinació no ho va fer possible. El coronel Frías no era enlloc i només uns quants van escapar del setge paraguaià mitjançant accions individuals. Una part de l'artilleria boliviana s'havia retirat, en mig de la confusió, tot just començat l'atac enemic.
Amb una tenalla que cada cop s'estrenyia més al voltant dels bolivians, la resta de la 9a Divisió es va rendir. En els primers dies de gener de 1935 uns 1.200 homes van caure presoners. Les baixes bolivianes en combat van ser gairebé nul·les. Molts soldats van morir ofegats al Pilcomayo, uns mentre fugien i d'altres en naufragar un rai (tot just finalitzada la guerra, el comandament bolivià va decidir construir un pont sobre el Pilcomayo).
Encara que l'exèrcit bolivià havia perdut batalles més importants, a Ybybobó es va produir la derrota més humiliant de tota la guerra. El coronel Frías i tots els seus comandants van poder escapolir-se, mentre tota la 9a Divisió deixava d'existir.

### Defensa de Villa Montes
Després de la derrota d'Ibibobo, el comandament bolivià va establir una nova línia de defenses en Villa Montes. Amb els seus arsenals, dipòsits i línies de comunicació, aquest poble era l'últim punt de suport que li quedava a Bolívia en el Chaco. La seva pèrdua hauria obert el camí de Tarija, i tenint en compte les precàries línies de comunicacions bolivianes, hagués deixat tota aquesta zona en mans dels paraguaians. Després que altres caps van refusar d'assumir la responsabilitat, la tasca va ser encomanada als coronels Bernardino Bilbao Rioja i a Moscoso. La concentració d'artilleria realitzada no tenia precedents; les fortificacions de campanya eren extenses. La moral de les tropes va experimentar un repunt a causa del bon lideratge. El Pilcomayo, inclòs en les defenses del Sector Sud, sector encomanat a Bilbao, es va tornar infranquejable per a l'enemic en destacar-se a la 4a. Divisió boliviana al llarg de la riba d'aquest riu.

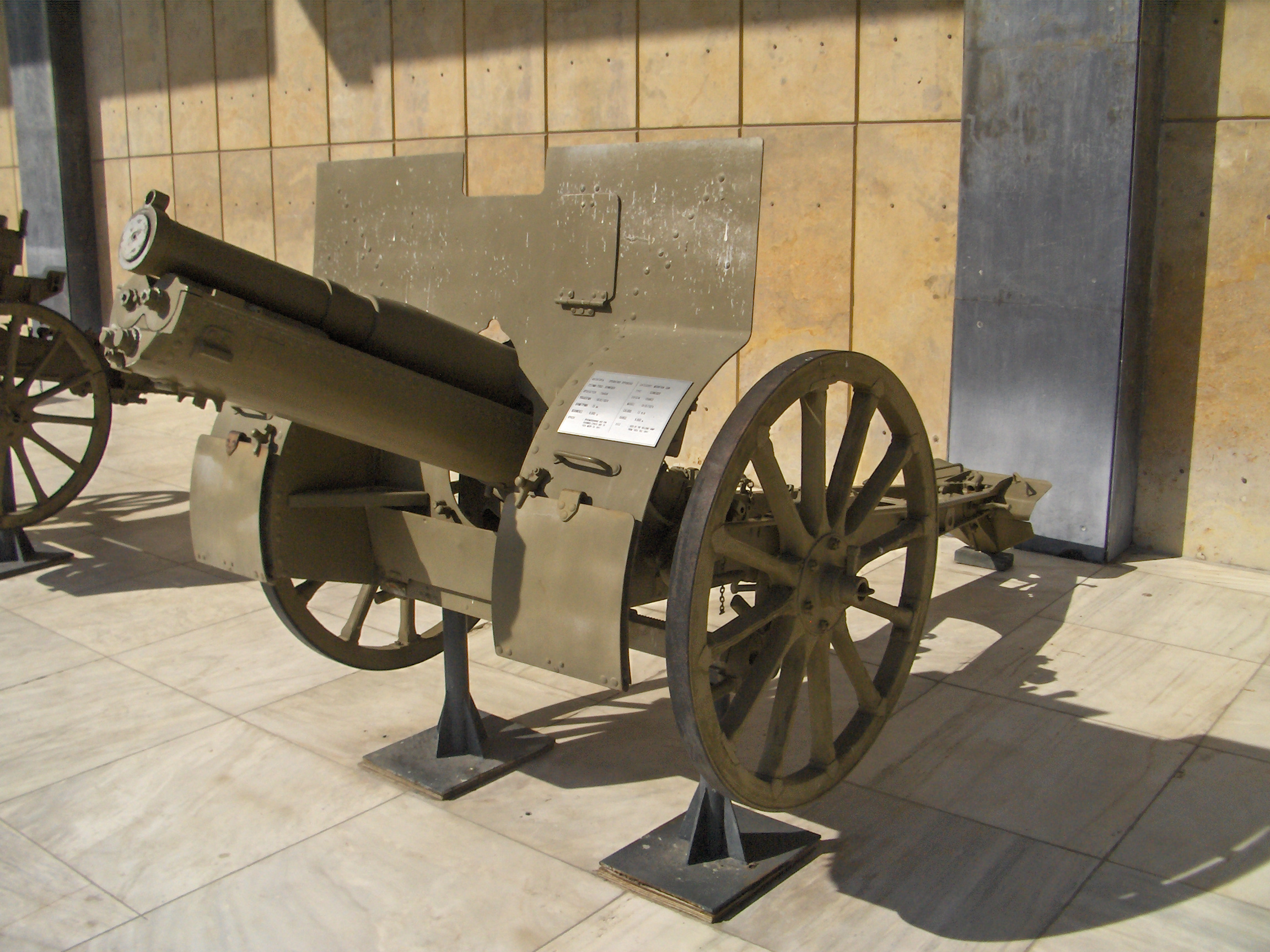
Canó Schneider de 75 mm, del mateix tipus que els utilitzats per l'exèrcit paraguaià

Fins i tot després de les perdudes experimentades en 1934, l'exèrcit reconstituït bolivià va assolir per tercera vegada des d'iniciada la guerra la superioritat d'efectius i mitjans sobre les forces paraguaianes. Però els problemes continuaven sent els mateixos: els soldats reclutats no tenien experiència, i a això calia afegir-hi ostensibles defectes de conducció. Per aquesta raó, en contra de totes les expectatives, l'exèrcit paraguaià va mantenir la iniciativa: l'11 de gener de 1935, dos regiments bolivians van ser envoltats i van patir 530 baixes (330 morts i 200 presoners), i la resta es van veure obligats a retirar-se. Un destacament, sota les ordres del coronel Caballero Irala, va aconseguir arribar fins al riu Parapiti, i des de Carandaity, el coronel Franco va prendre Boyuibé el 28 de gener, la qual cosa va tallar el camí entre Villa Montes i Santa Cruz. Deu dies després (febrer de 1935), els paraguaians van aconseguir envoltar el flanc dret de les defenses de Naicorainza, però els bolivians van ser reforçats per la Primera Divisió de Cavalleria i Franco va haver de retirar-se.
En un últim esforç el general Estigarribia va decidir d'atacar Villa Montes, el 13 de febrer, amb 5.000 homes. L'aviació, les fortificacions i l'artilleria van confrontar l'invasor que mancava de granades per als seus canons. Malgrat la inferioritat numèrica i de mitjans, un destacament, sota les ordres del coronel Garay, va travessar el riu Parapiti, ja fora del Chaco i va penetrar en territori bolivià, capturant Poperé el 5 d'abril. Una contraofensiva boliviana llançada, el 14-16 d'abril va penetrar les línies paraguaianes al llarg del camí de Camatindy, i el 19 d'abril, els bolivians van reprendre Tarari, obligant el coronel Fernández i les seves forces a retirar-se. L'èxit del contracop bolivià va ser limitat i es va produir amb elevades baixes, però l'esforç paraguaià també estava arribant a la seva cúspide.
A causa de la manca d'artilleria, Estigarribia va sol·licitar a la marina paraguaiana que desmantellés els dos canons davanters de la tronera Humaitá, per transportar-los a 15 km de Villa Montes i, des d'aquesta posició, destruir les seves defenses. Es van preparar els ponts del ferrocarril, es va dissenyar un mitjà de transport que suportés els 5.500 quilos que pesa cada canó de 6 metres de llarg i 120 mm diàmetre, es va planejar la construcció d'un suport de ciment de 35 tones de pes per sostenir el retrocés i es va transportar al Chaco un tractor de gran capacitat per portar-lo fins a la zona d'operacions. L'acabament de la guerra va impedir que els canons de l'Humaitá poguessin actuar sobre Villa Montes.

### Batalla d'Ingavi
La batalla d'Ingavi va començar el primer de juny de 1935, amb una ofensiva de la Sisena divisió boliviana, comandada pel coronel Julio Bretel, i composta per 3.000 homes. L'esmentada divisió estava integrada, entre d'altres, pel regiment d'Infanteria "Florida", i el de Cavalleria "Ballivian". El destacament paraguaià, comandat pel tinent-coronel José Cazal Rivarola, va disposar la defensa d'Ingavi. Aquest oficial, professor a l'escola militar i encarregat de la fundació de fortins en el Chaco, coneixia molt bé la zona. El seu trasllat al fortí Ingavi va ser fet per Estigarribia, donada la imminent ofensiva boliviana contra forces paraguaianes estacionades allà des de finals d'abril de 1935. Les seves ordres eren que Ingavi no havia de caure en mans bolivianes. Les forces paraguaianes estaven organitzats en tres "pseudo" regiments i integrades per veterans amb més de dos anys de combat.
Al quart dia d'iniciat l'atac bolivià (4 de juny de 1935) Cazal Rivarola, amb no pas més de 850 homes, va envoltar les poc experimentades forces bolivianes. Entre el 7 i el 8 de juny la batalla d'Ingavi va acabar amb la captura del seu comandant, el coronel Bretel, i dos majors, un d'ells era Humberto Berndt Vivanco, de nacionalitat xilena, que fou contractat per l'exèrcit bolivià cinc mesos abans, el gener de 1935, i que, en caure presoner, comandava el regiment Ballivian de la Sisena divisió. Les forces de Cazal Rivarola van avançar els dias següents pel camí Ingavi-Ravelo, desallotjant diversos punts defensius bolivians establerts cada 5 km. i capturant camions, armes i provisions.
En aquell mateix moment, molt lluny d'allà, a Buenos Aires, s'arribava a l'acord de firmar, el dia 12 de juny, un protocol de pau. Aquell dia les tropes paraguaianes ja havien avançat 32 km des d'Ingavi i estaven a només 15 km del seu nou objectiu: Ravelo i les instal·lacions petrolíferes bolivianes.
Aquests fets van influir en la decisió del comandament bolivià d'exigir als seus diplomàtics que acceptessin la proposta paraguaiana i firmessin el protocol de pau.

## Final de la guerra

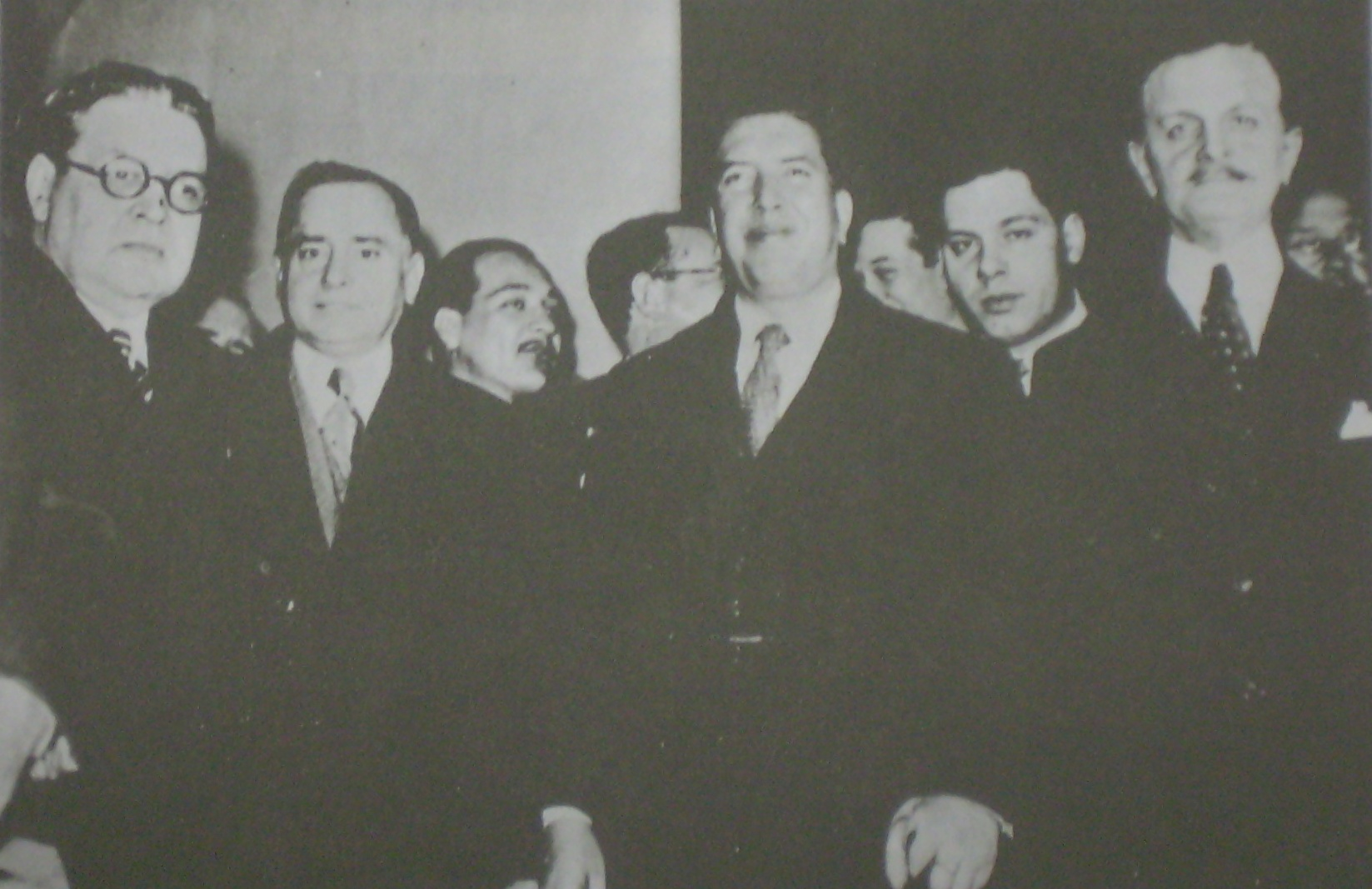
E. Martínez Thedy (L'Uruguai), Luis A. Riart (El Paraguai), Tomás M. Elío (Bolívia) i Carlos Saavedra Lamas (Argentina) negocien la Pau del Chaco.

Després de llargues negociacions, el tractat per acabar la guerra va ser firmat a l'Argentina el 21 de juliol de 1938. El canceller argentí Carlos Saavedra Lamas, havia convocat una Conferència de Pau de Buenos Aires. Havia obtingut el Premi Nobel de la Pau de 1936, per la seva tasca a favor de la pau en general, i en particular per haver inspirat el Pacte Antibèl·lic Saavedra Lamas, firmat per 21 nacions i convertit en un instrument jurídic internacional. Va tenir un paper important, encara que també polèmic, com a mediador per finalitzar la guerra del Chaco.

El Paraguai va resultar el major beneficiat de l'acord de pau, en retenir les 3/4 parts del Chaco Boreal. Amb aquest objectiu, es van establir els actuals límits internacionals geodèsics. Bolívia va rebre una petita àrea a la riba del riu Paraguai, on es troba avui dia Puerto Busch.

## Conseqüències polítiques
El 1936, el govern del president paraguaià Ayala va ser deposat per un cop militar dirigit per oficials joves, escandalitzats pel que suposaven termes extremadament benignes per a Bolívia. Aquest cop va elevar al poder el coronel Rafael Franco, per motiu que en l'exèrcit paraguaià aquest era més apreciat que Estigarribia. Això va conduir a la caiguda del Partit Liberal del poder, acusats aquests d'"entreguistas del Chaco", el 17 de febrer de 1936. El Paraguai va sucumbir davant dels efectes d'una severa crisi econòmica i una successió de cops d'estat i dictadures, que van culminar en la dictadura d'Alfredo Stroessner de 1954 a 1989.
A Bolívia, Salamanca va haver de cedir el govern al seu vicepresident José Luis Tejada Sorzano ja a finals de 1934, qui al seu torn va ser enderrocat el maig de 1936 pel coronel José David Toro, un dels responsables del fracàs militar. Faltaven menys de dues setmanes per a unes noves eleccions presidencials.
La Guerra del Chaco va tenir un impacte molt profund a Bolívia i el Paraguai, quedant ambdós països seriosament afectats en les seves economies.

## Acord limítrof

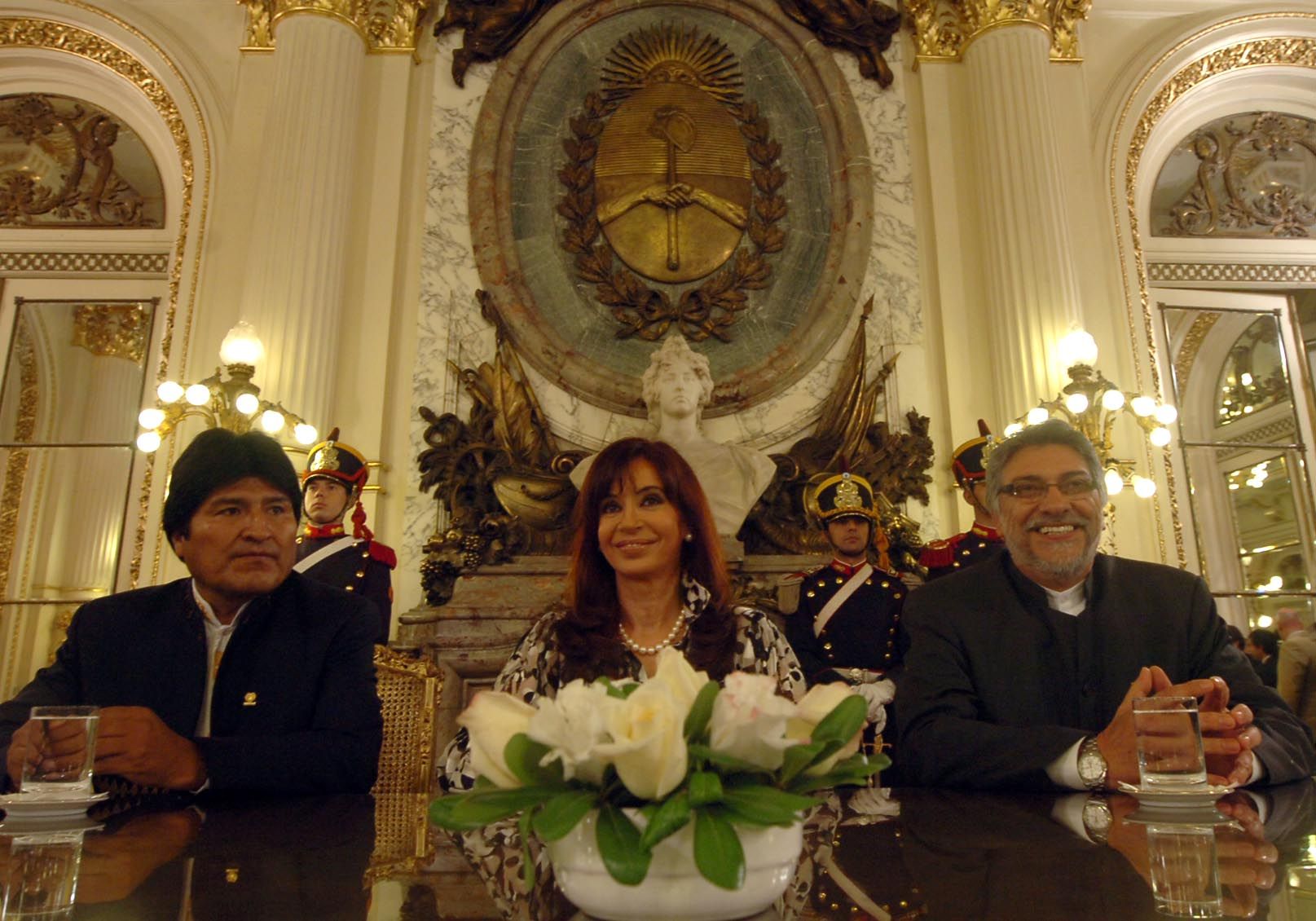
Sota els auspicis de la presidenta argentina, Cristina Fernández de Kirchner, els presidents de Bolívia, Evo Morales, i del Paraguai, Fernando Lugo, signen definitivament el tractat de pau del Chaco

El 27 d'abril de 2009, 74 anys després de finalitzat l'enfrontament bèl·lic, els presidents Evo Morales de Bolívia i Fernando Lugo del Paraguai van firmar a Buenos Aires l'acord definitiu de límits territorials del Chaco Boreal. L'acte es va realitzar a la Casa Rosada en presència de la presidenta de l'Argentina Cristina Fernández de Kirchner, prèvia acceptació per part dels seus respectius cancellers de l'"Acta de compliment i execució" del Tractat de pau, amistat i límits entre Bolívia i Paraguai de 1938.
Aquell dia, la comissió mixta demarcadora de límits, integrada per Bolívia i el Paraguai i presidida per la República Argentina en representació dels països garants -Argentina, Xile, el Brasil, els Estats Units, el Perú i l'Uruguai- i que va començar la seva tasca el 1938 a partir de la conferència de pau de Buenos Aires, va lliurar als primers mandataris de Bolívia i Paraguai, a través de la presidenta amfitriona, la memòria final de la demarcació de la frontera entre ambdós països, donant per acomplert el tractat de pau.
L'informe sobre la tasca tècnica, finalitzada el 2007, va ser realitzat pel delegat argentí i president de la comissió demarcadora, general retirat Luis María Miró.